# Festival d'Angoulême 2018
Le 45e festival international de la bande dessinée d'Angoulême s'est tenu du 25 janvier au 28 janvier 2018.
Vainqueur du Grand prix en 2017, l'auteur suisse Cosey présidait cette édition dont il a réalisé l'affiche.

## Affiche
Dévoilée le 30 novembre 2017 lors de la conférence de presse du festival, l'affiche de Cosey représente plusieurs de ses personnages dans un mandala où figure également Mickey Mouse.

## Palmarès

### Grand prix de la ville d'Angoulême
Le premier tour de l’élection du Grand Prix s’est déroulé en ligne du 8 au 13 janvier 2018. Les trois auteurs retenus par leurs pairs pour concourir au second tour, du 17 au 21 janvier, sont les suivants :
- Richard Corben
- Emmanuel Guibert
- Chris Ware

Le second tour couronne Richard Corben. En son absence, c'est son éditeur français, Laurent Lerner, qui a reçu le prix à la cérémonie d'ouverture du festival.

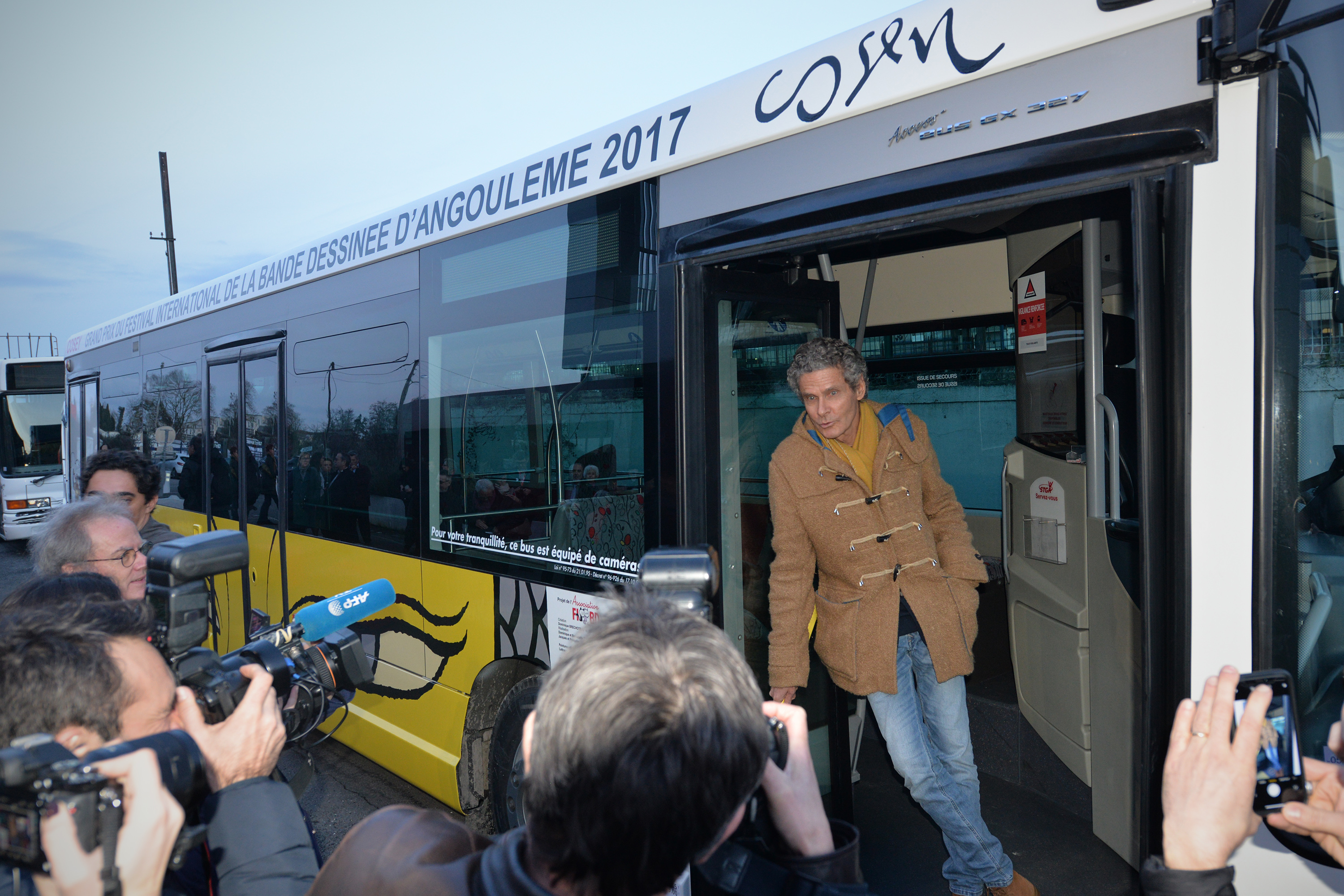
Inauguration d'un bus Cosey
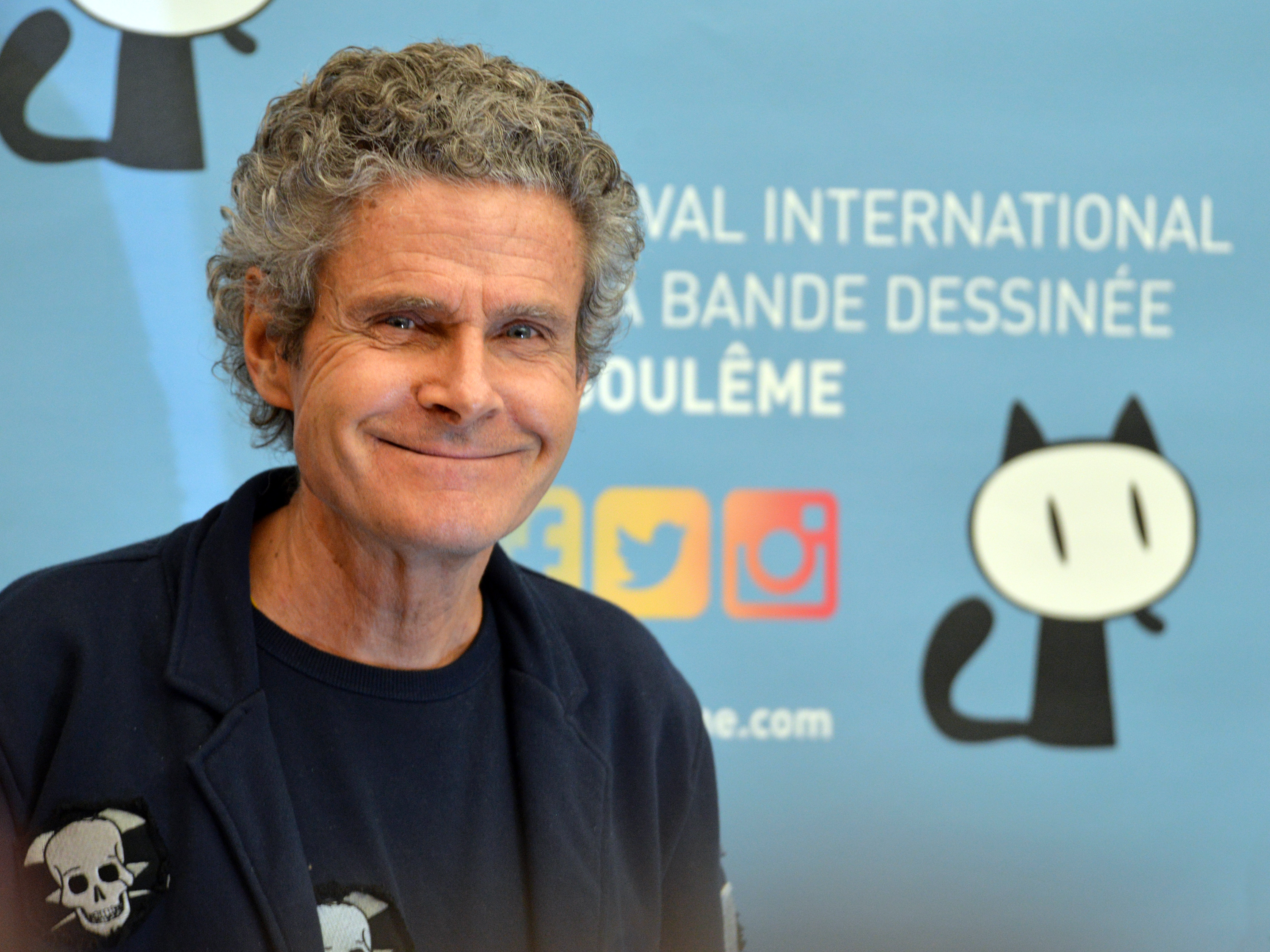
Cosey
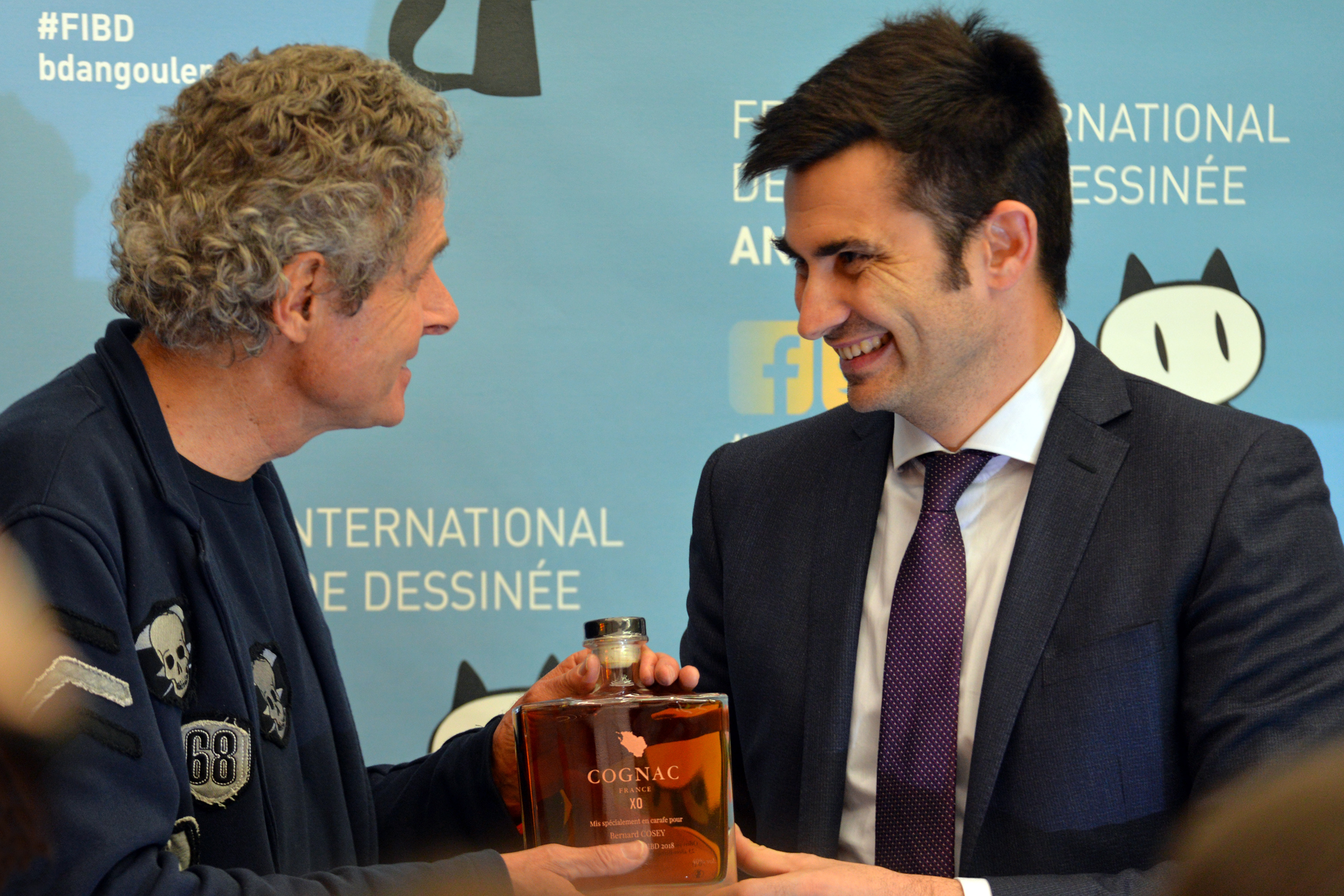
Cosey et Xavier Bonnefont, maire d'Angoulême
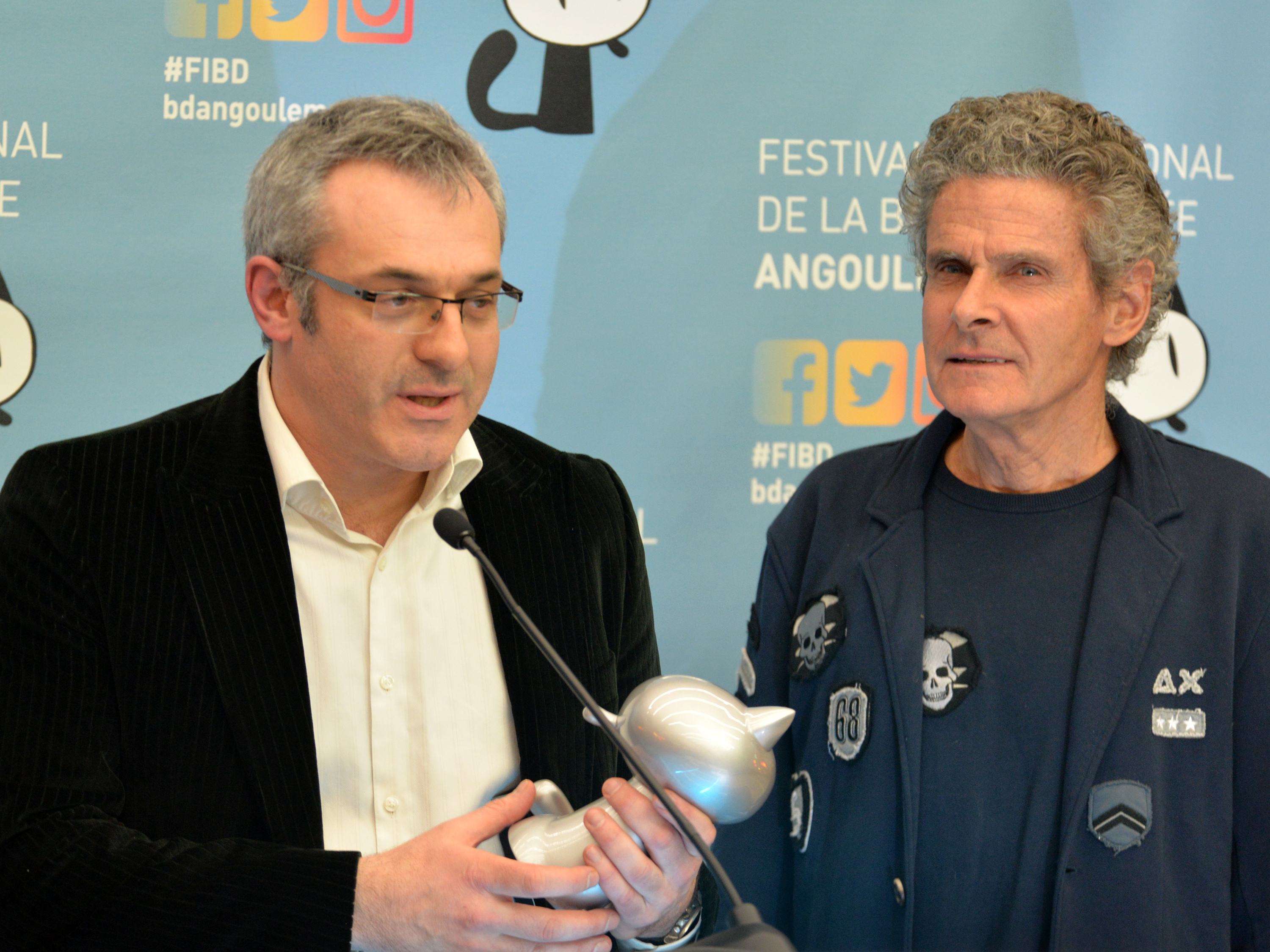
Laurent Lerner et Cosey
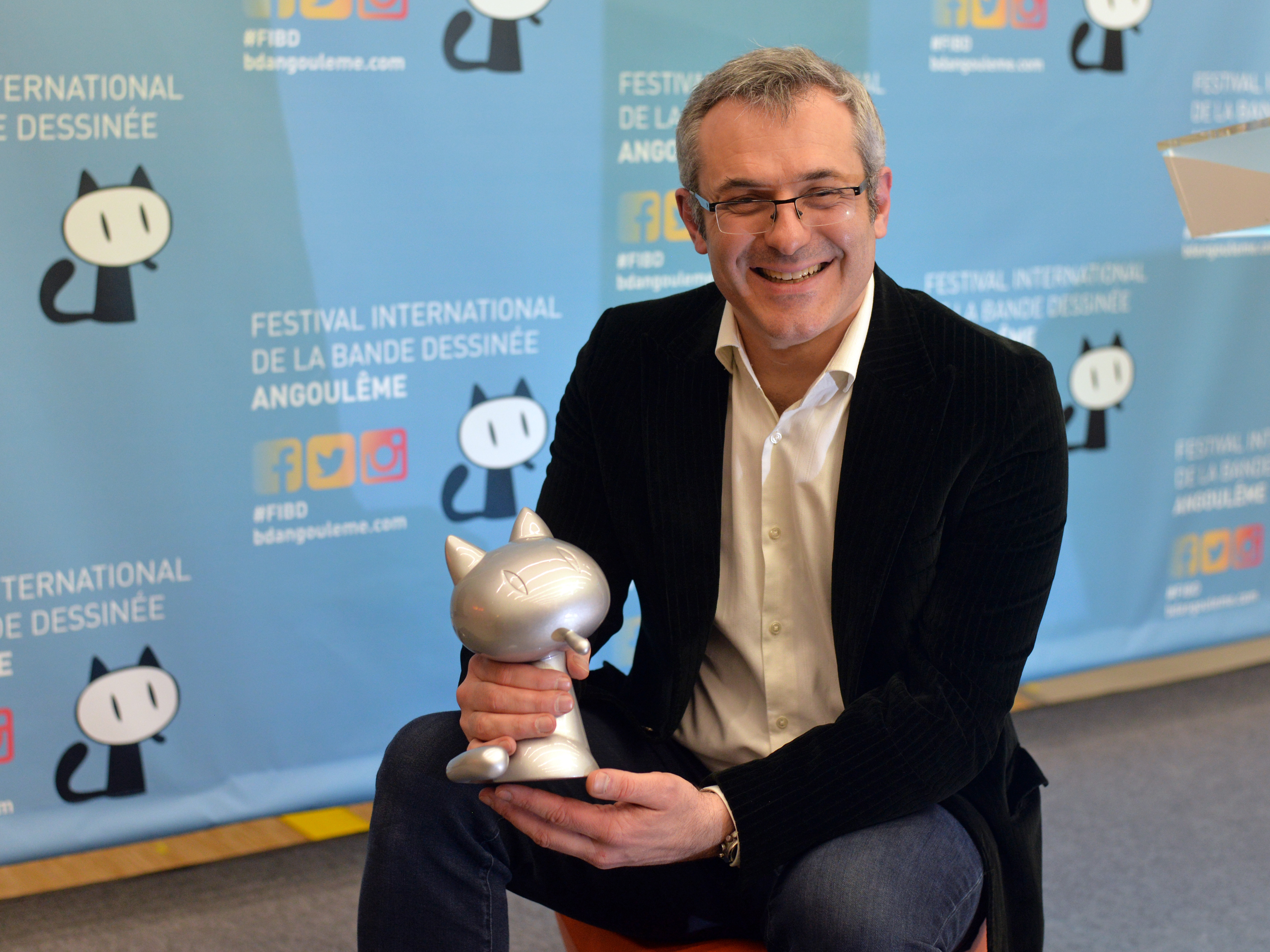
Laurent Lerner, éditeur français de Richard Corben

### Prix René Goscinny
Dévoilé lors de la conférence de presse qui s'est tenue le 30 novembre à la Cinémathèque française, le Prix René Goscinny a été remis à Jean Harambat pour Opération Copperhead.

### Prix officiels

#### Grand jury

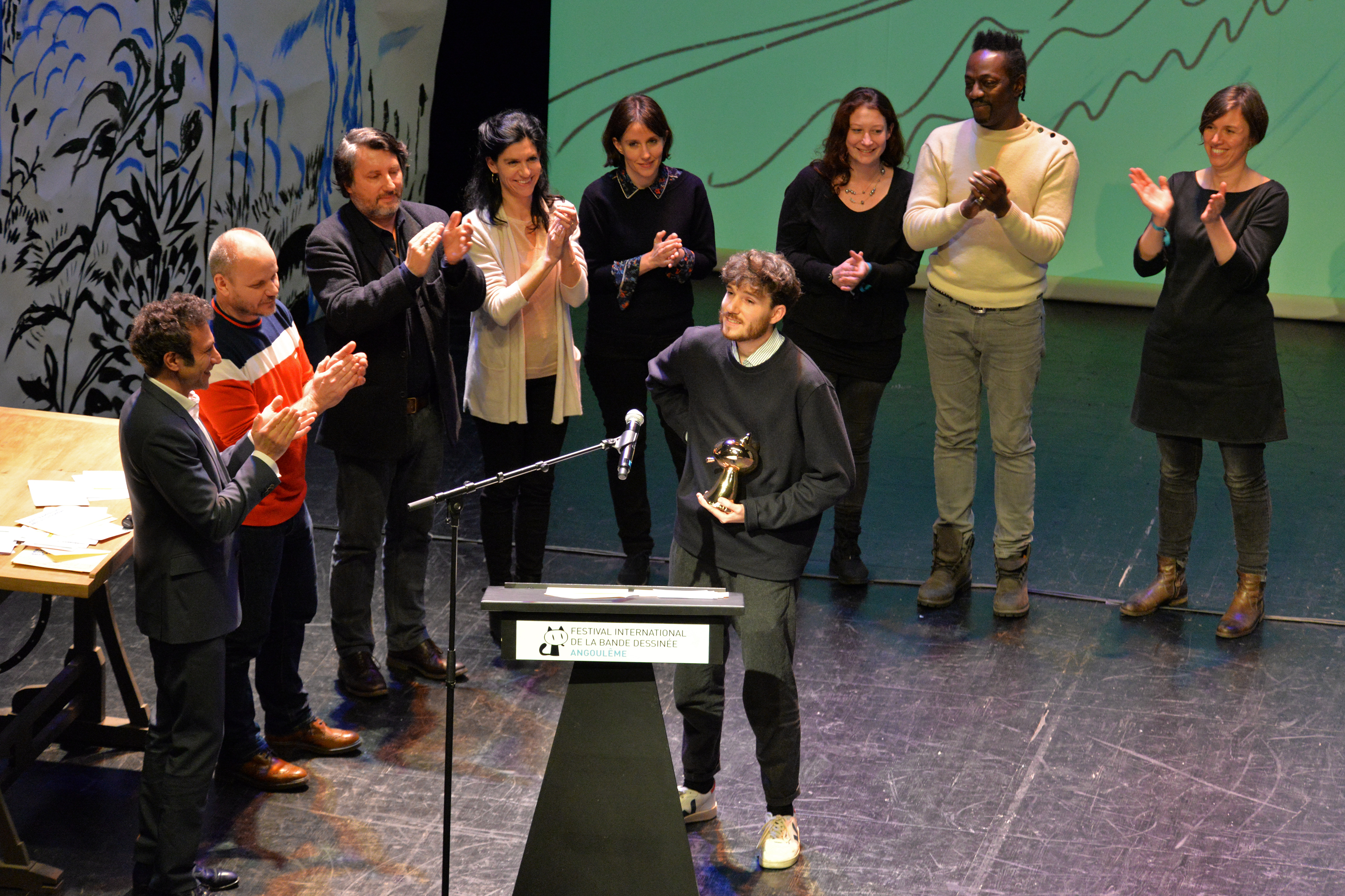
Jérémie Moreau applaudi par le jury.

Présidé par l'auteur Guillaume Bouzard, le jury comprend également l'autrice Camille Jourdy, l'acteur et réalisateur Bruno Podalydès, le chanteur Marco Prince, l'écrivaine et journaliste Clara Dupont-Monod, l'historienne et journaliste Lucie Servin et la libraire Peggy Poirier.

#### Palmarès officiel (Fauves d'Angoulême)

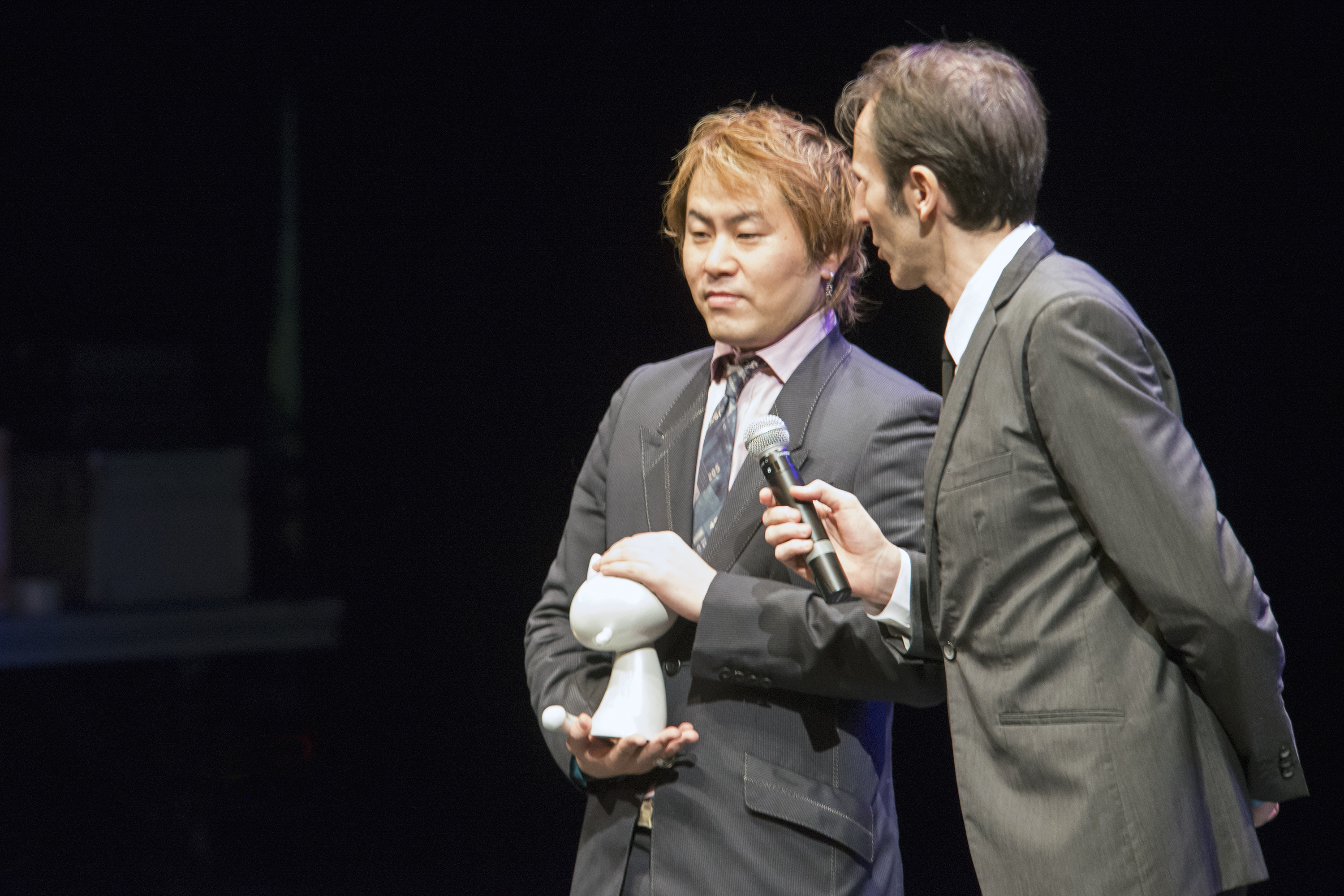
Hiro Mashima
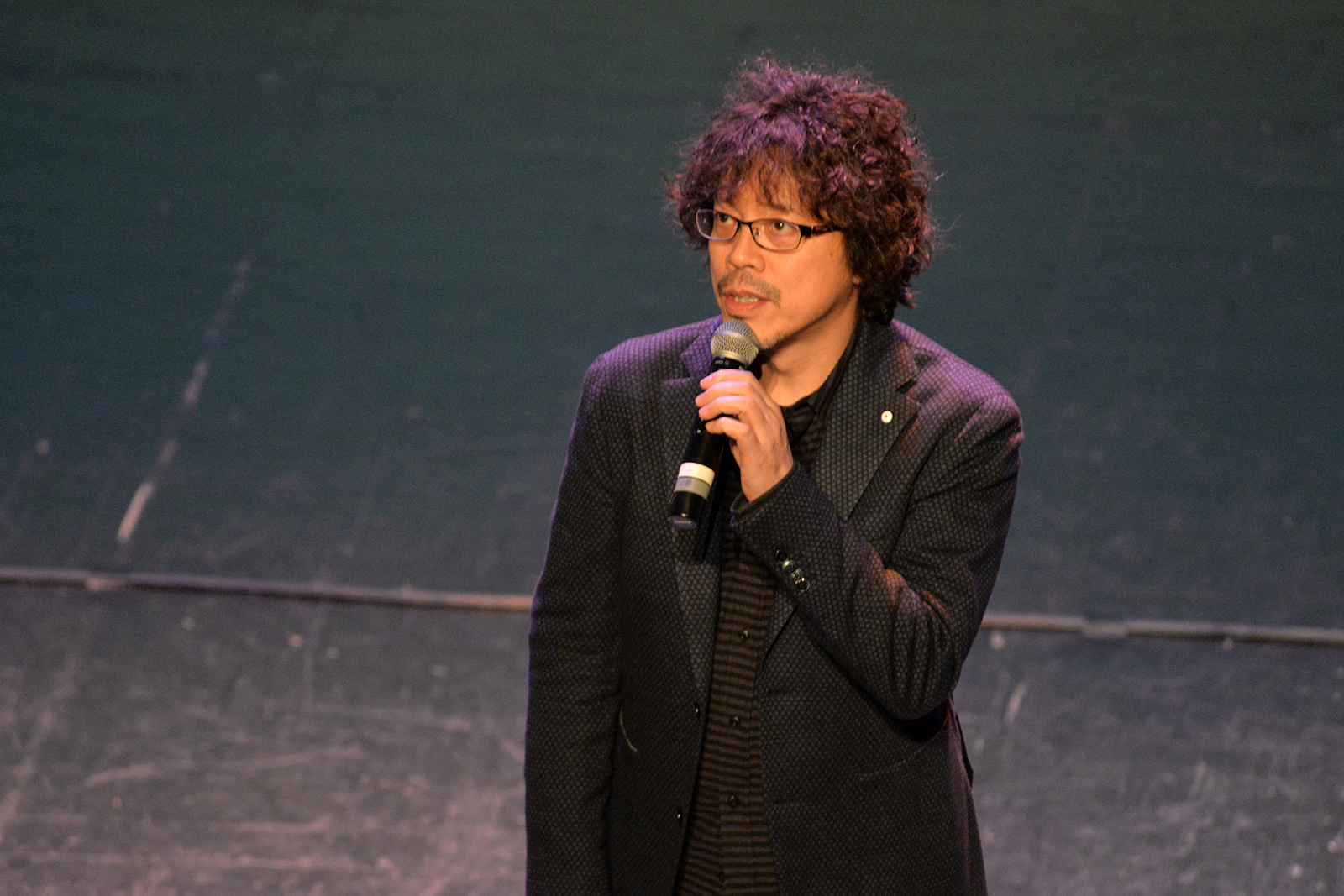
Naoki Urasawa

- Fauve d'or : La Saga de Grimr, Jérémie Moreau[4]
- Prix spécial du jury : Les Amours suspendues, Marion Fayolle
- Prix de la série : Megg, Mogg & Owl, Simon Hanselmann
- Prix révélation :  Beverly, Nick Drnaso
- Prix du patrimoine :  Je suis Shingo, Kazuo Umezu
- Prix du public Cultura : Dans la combi de Thomas Pesquet, Marion Montaigne
- Prix Jeunesse : La Guerre de Catherine, Claire Fauvel et Julia Billet
- Fauve Polar SNCF : Jean Doux et le mystère de la disquette molle, Philippe Valette
- Prix de la bande dessinée alternative : Bien, Monsieur de Elsa Abderhamani et Juliette Mancini.

- Fauves d'honneur : en hommage à leurs œuvres respectives et en complément de leurs expositions monographiques, les mangakas Hiro Mashima et Naoki Urasawa, présents pendant tout le festival, ont chacun reçu un Fauve d'honneur.
- Prix Konishi : Sébastien Ludmann pour sa traduction de Golden Kamui de Satoru Noda[5]

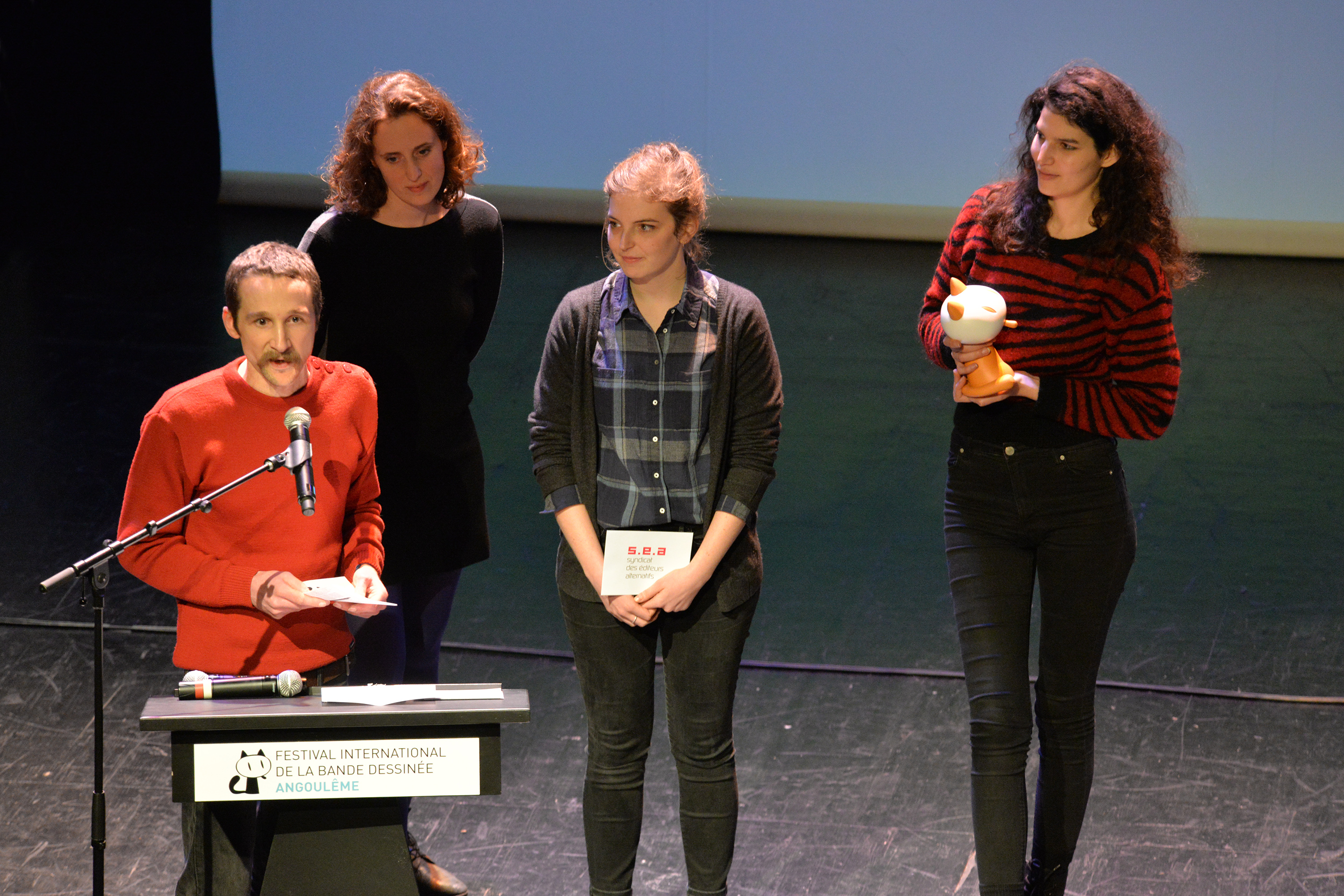
Benoît Preteseille, Juliette Mancini et Elsa Abderhamani
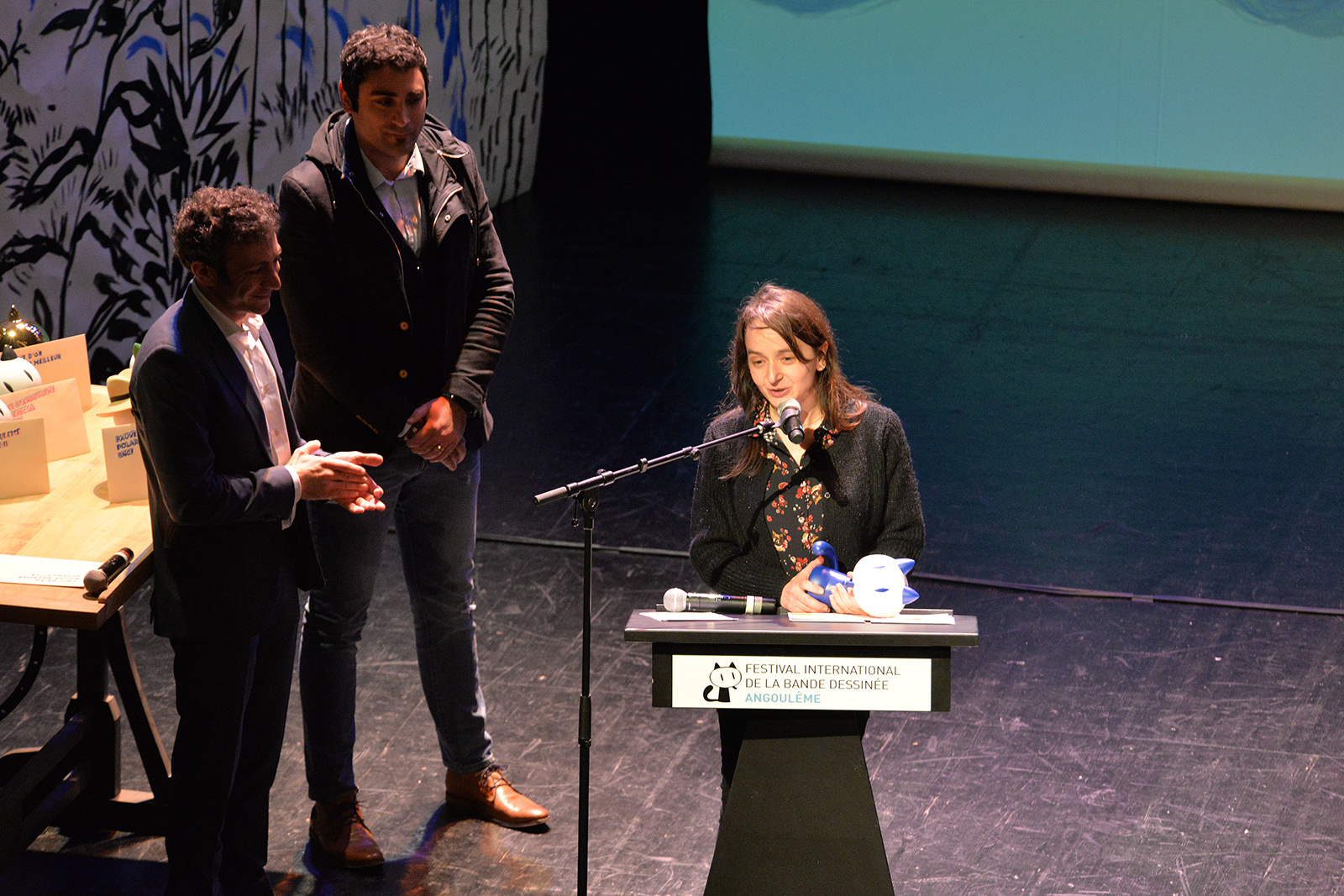
Marion Montaigne
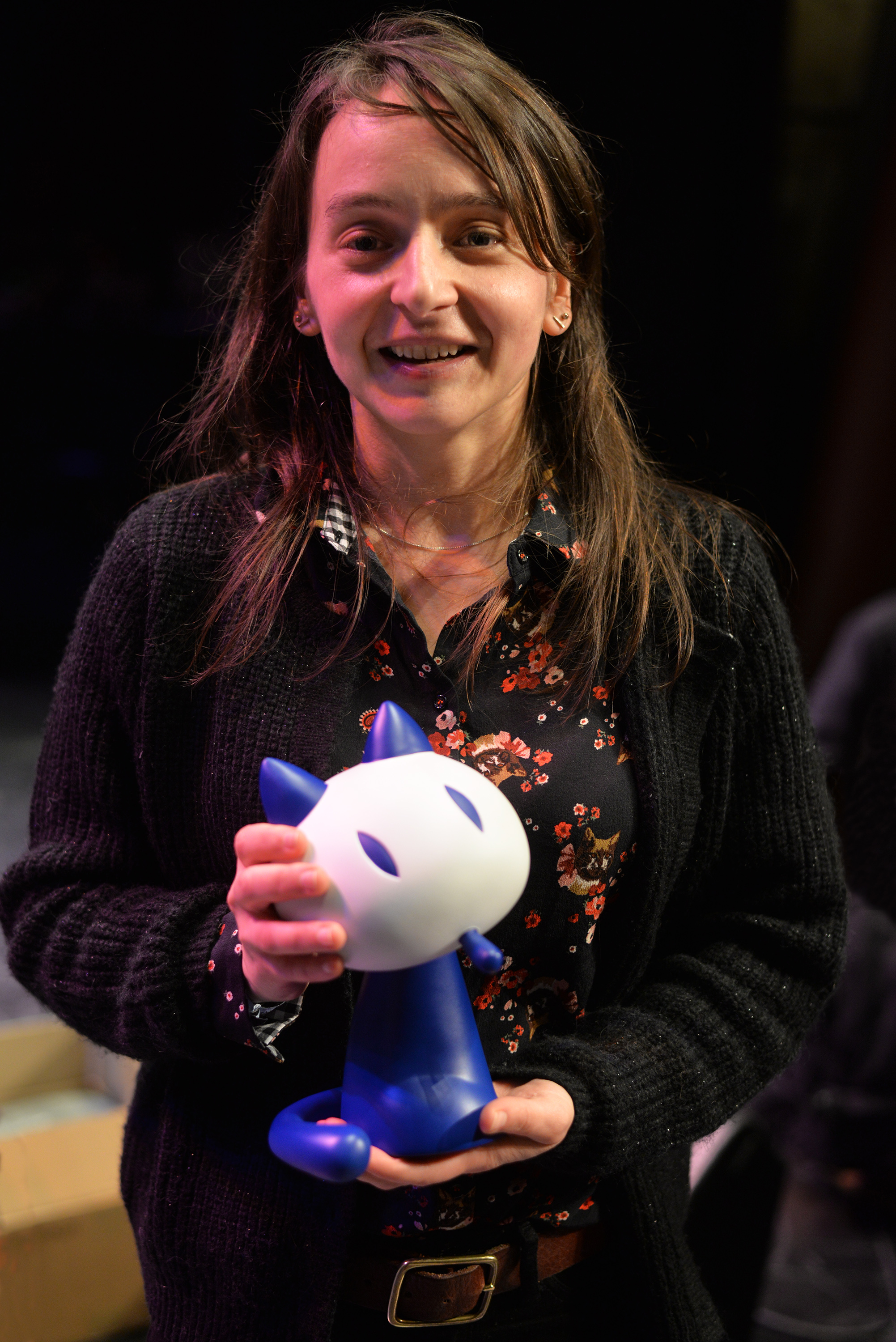
Marion Montaigne
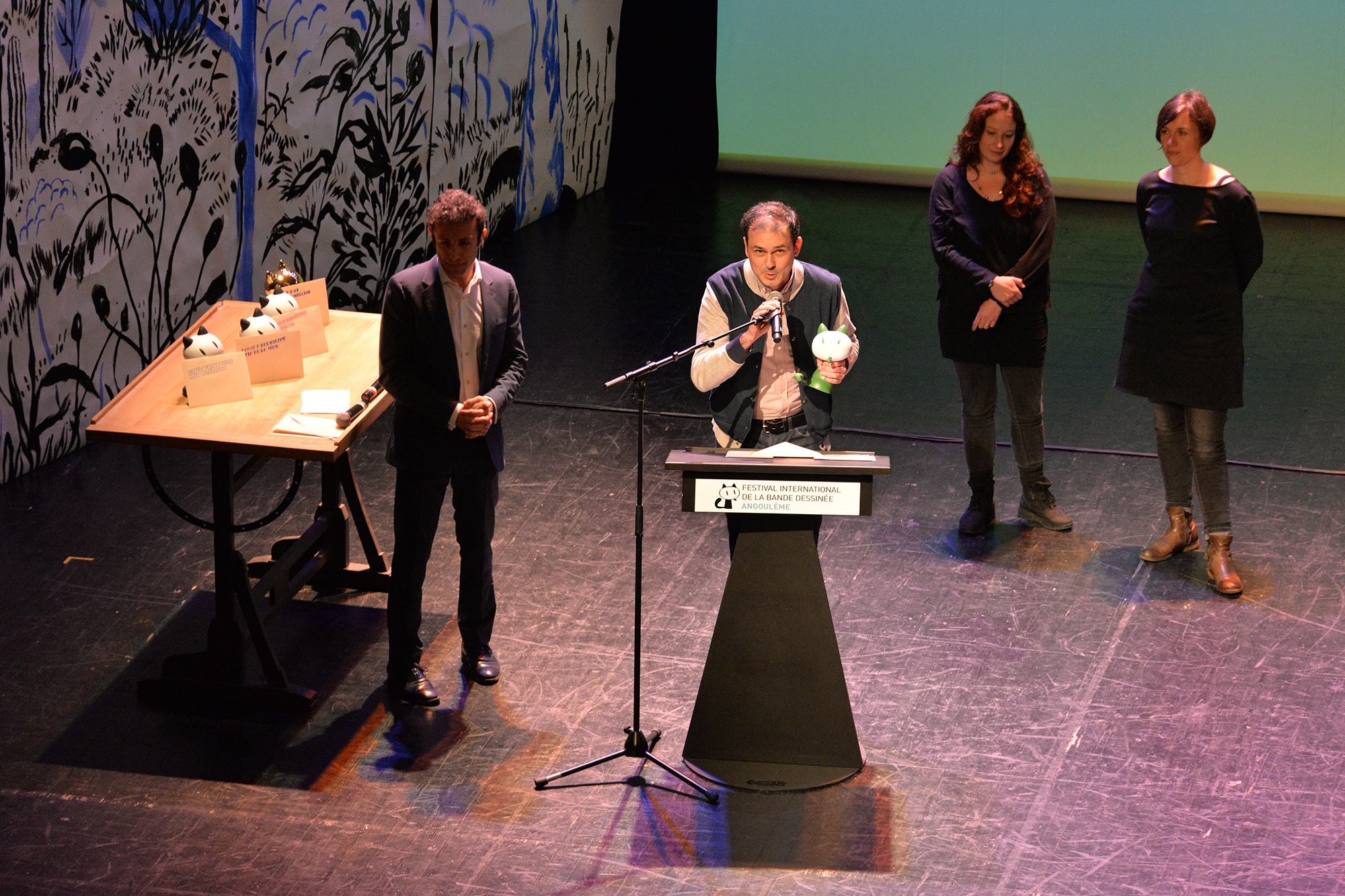
Stéphane Duval, éditeur français de Kazuo Umezu
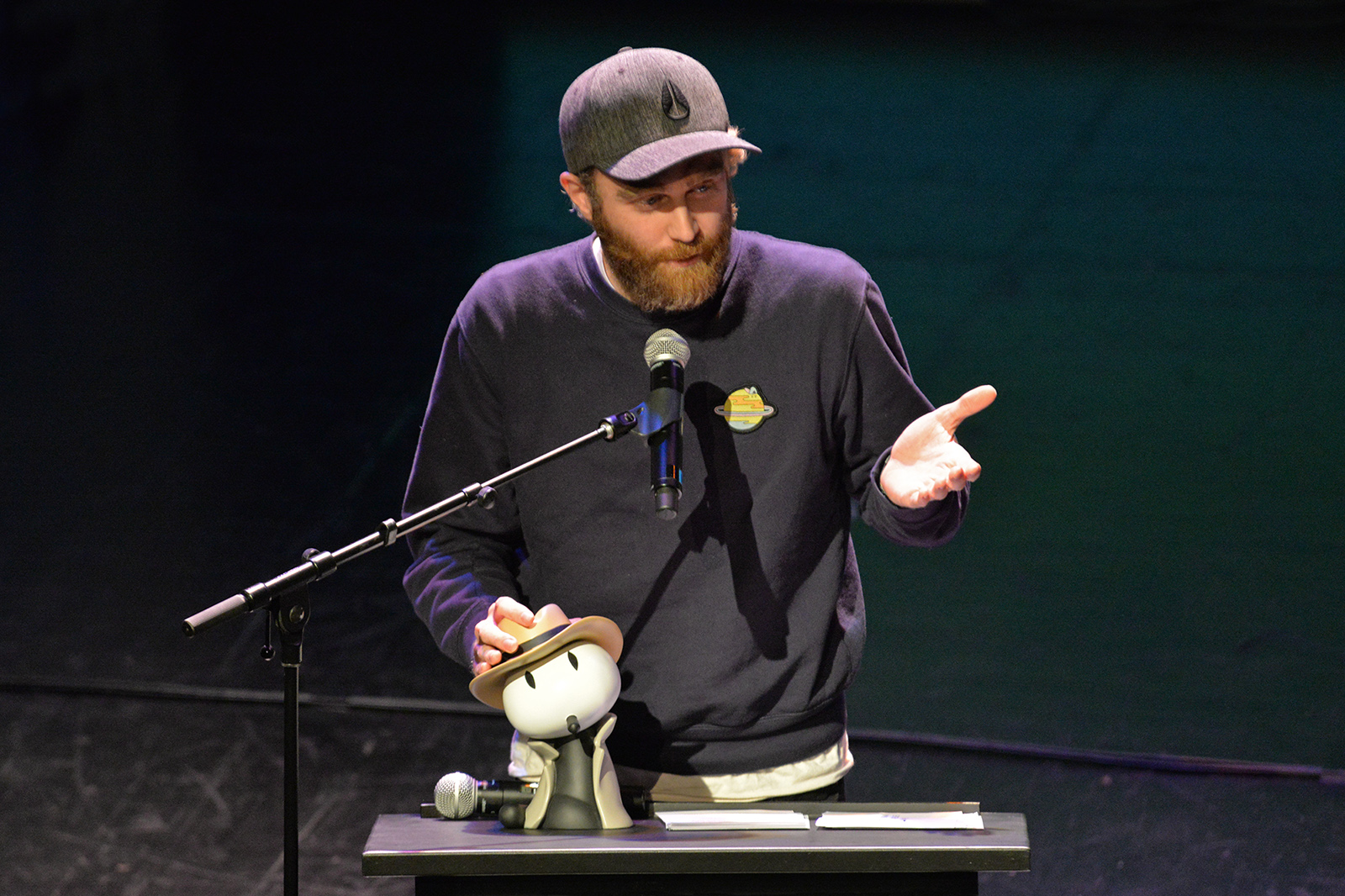
Philippe Valette
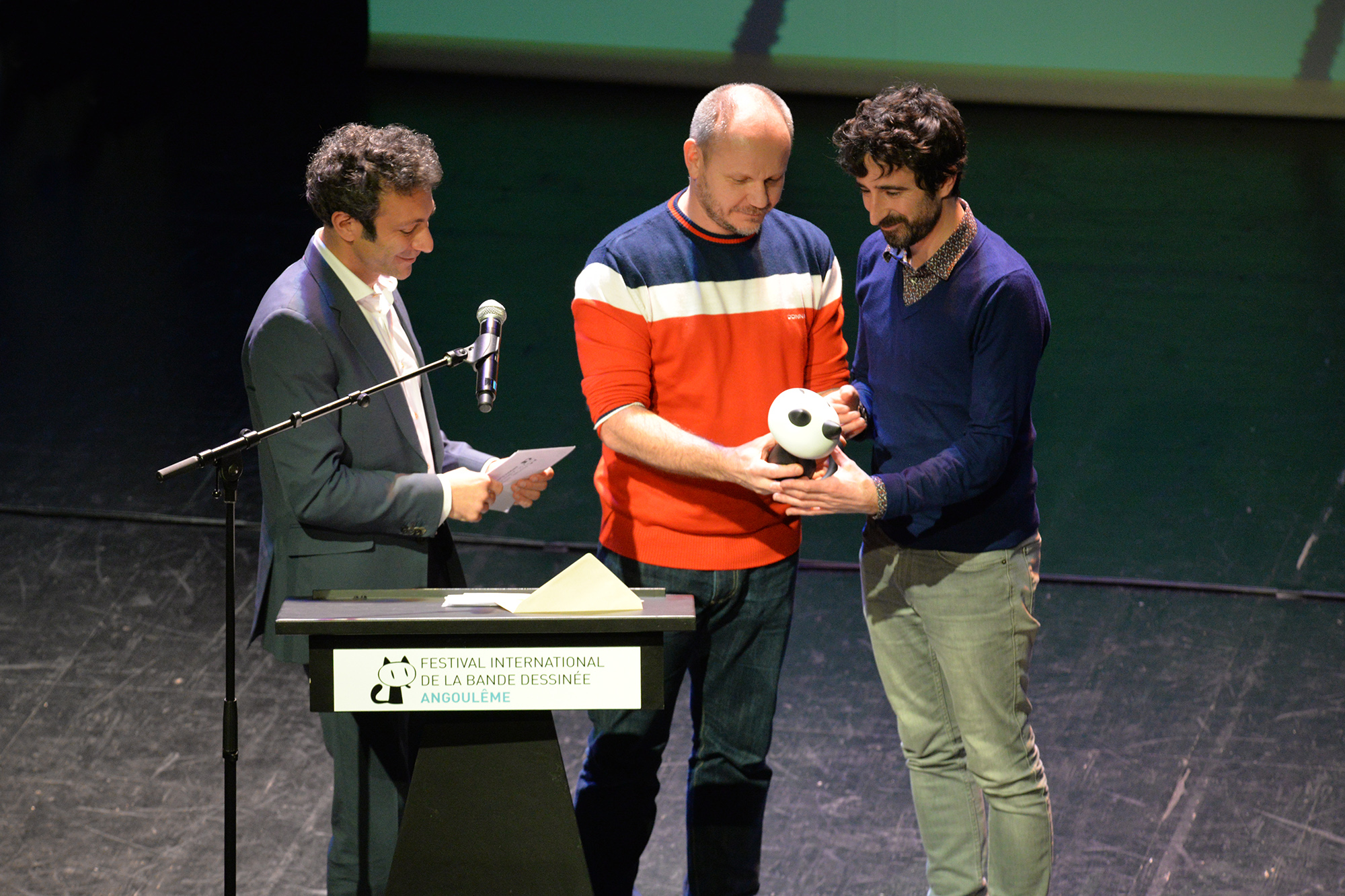
L'éditeur français de Simon Hanselmann
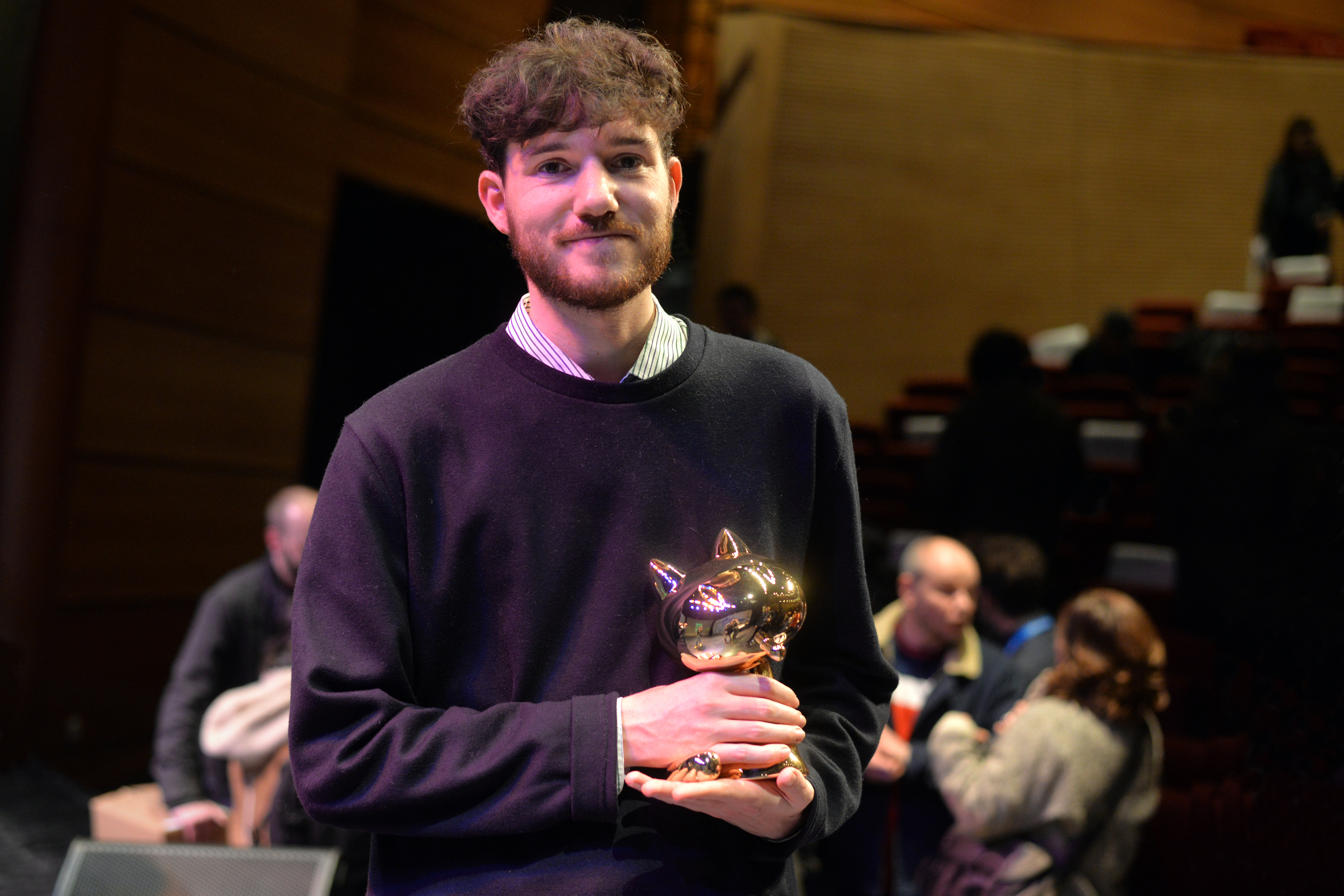
Jérémie Moreau avec le Fauve d'or
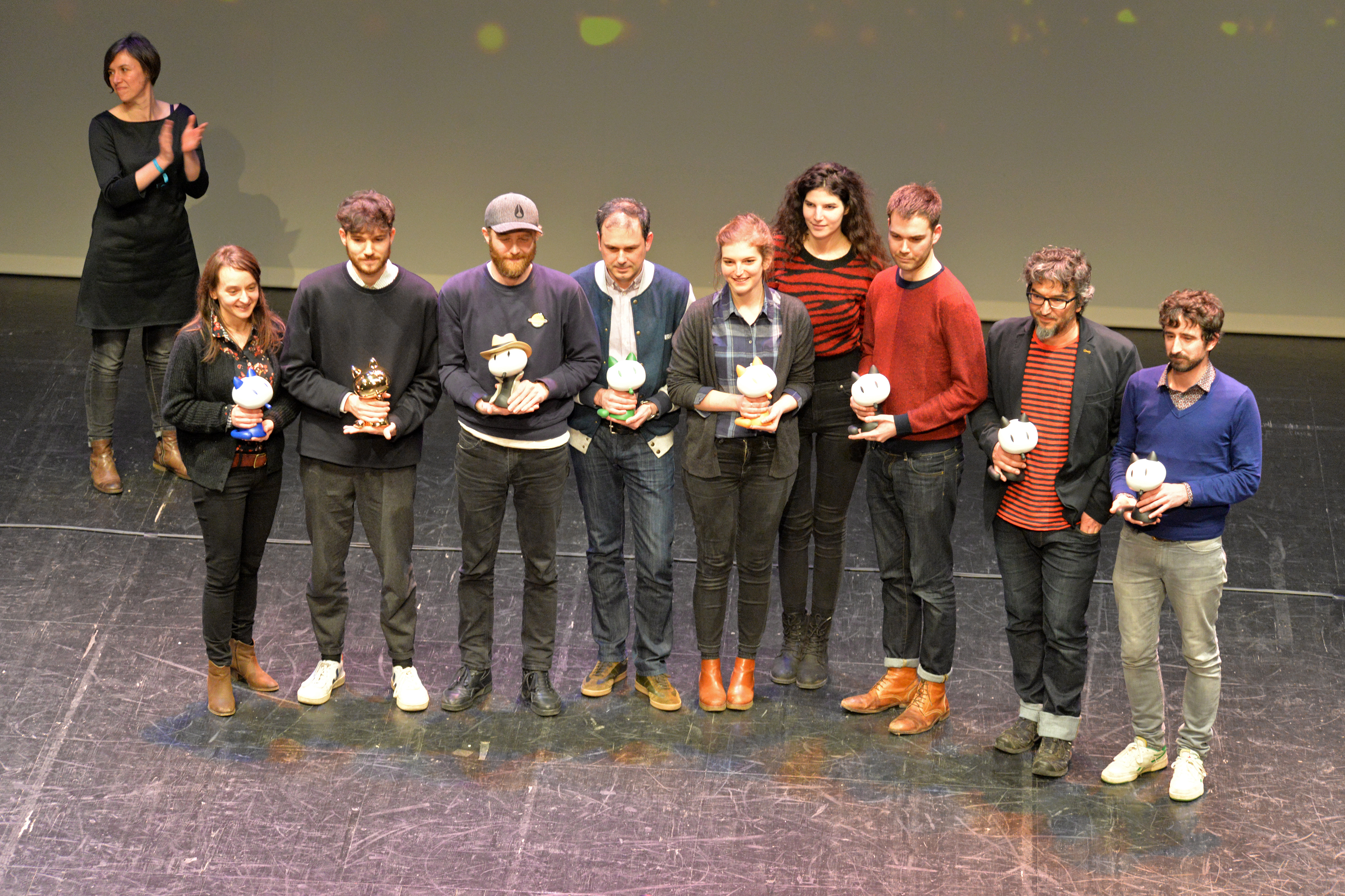
L'ensemble des lauréats

- Hiro Mashima
- Naoki Urasawa

#### Compétition officielle

##### Sélection officielle
La sélection officielle compte 45 albums.
- Alors que j'essayais d'être quelqu'un de bien, Ulli Lust, Çà et là
- Les amours suspendues, Marion Fayolle, Magnani
- Au travail tome 2, Olivier Josso Hamel, L'Association
- Bangalore, Simon Lamouret, Warum
- Des bâtisseurs, Yannis La Macchia, Atrabile
- Beverly, Nick Drnaso, Presque Lune
- Big Kids, Michael DeForge, Atrabile
- Black Dog, Dave McKean, Glénat
- Black Hammer tome 1, Dean Ormston, Dave Stewart et Jeff Lemire, Urban Comics
- Black Project, Gareth Brookes, La Boîte à bulles
- La Cantine de minuit tome 1, Yarō Abe, Le Lézard noir
- Les Cent Nuits de Héro, Isabel Greenberg, Casterman
- Ces jours qui disparaissent, Timothé Le Boucher, Glénat
- Charlie Chan Hock Chye, Sonny Liew, Urban Comics
- Crache trois fois, Davide Reviati, Ici Même
- Crépuscule, Jérémy Perrodeau, Éditions 2024
- Dans l'antre de la pénitence, Ian Bertram, Dave Stewart et Peter J. Tomasi, Glénat
- Dans la combi de Thomas Pesquet, Marion Montaigne, Dargaud
- Dans le noir, Daria Bogdanska, Rackham
- Demon tome 3, Jason Shiga, Cambourakis
- Emma G. Wildford, Zidrou et Édith, Soleil
- Empress tome 1, Stuart Immonen et Mark Millar, Panini Comics
- L'Enfant et le Maudit tome 3, Nagabe, Komikku
- Epiphania, Ludovic Debeurme, Casterman
- Guirlanda, Lorenzo Mattotti et Jerry Kramsky, Casterman
- Gus tome 4 Happy Clem, Christophe Blain, Dargaud
- Hip-hop family tree tome 3, Ed Piskor, Papa Guédé
- L'Inconnu, Anna Sommer, Les cahiers dessinés
- Istrati tome 1, Golo, Actes Sud
- Jérôme K. Jérôme Bloche tome 26 Le Couteau dans l'arbre, Alain Dodier, Dupuis
- Megg, Mogg & Howl tome 4, Simon Hanselmann, Misma
- Le Monde à tes pieds, Nadar, La Boîte à bulles
- Les Nouvelles Aventures de Lapinot, Un monde un peu meilleur, Lewis Trondheim, L'Association
- Opération Copperhead, Jean Harambat, Dargaud
- La Petite Couronne, Gilles Rochier, 6 pieds sous terre
- La Saga de Grimr, Jérémie Moreau, Delcourt
- Scalp, Hugues Micol, Futuropolis
- Une sœur, Bastien Vivès, Casterman
- La Terre des fils, Gipi, Futuropolis
- Tokyo Alien Bros. T.1, Shinzo Keigo, Le Lézard noir
- Urban tome 4, Luc Brunschwig et Roberto Ricci, Futuropolis
- Variations, Blutch, Dargaud
- Les Voyages de Tulipe, Sophie Guerrive, 2024
- Voyages en Egypte et en Nubie de Giambattista Belzoni, Lucie Castel, Nicole Augereau et Grégory Jarry, Éditions FLBLB
- Tes yeux ont vu, Jérôme Dubois, Cornélius

Pour le Fauve d'or, le jury a sélectionné une liste de dix finalistes :
- Alors que j'essayais d'être quelqu'un de bien, Ulli Lust, Çà et là
- Ces jours qui disparaissent, Timothé Le Boucher, Glénat
- Dans la combi de Thomas Pesquet, Marion Montaigne, Dargaud
- Emma G. Wildford, Zidrou et Édith, Soleil
- Hip-hop family tree tome 3, Ed Piskor, Papa Guédé
- L'Inconnu, Anna Sommer, Les cahiers dessinés
- Istrati tome 1, Golo, Actes Sud
- Megg, Mogg & Howl tome 4, Simon Hanselmann, Misma
- La Saga de Grimr, Jérémie Moreau, Delcourt
- La Terre des fils, Gipi, Futuropolis

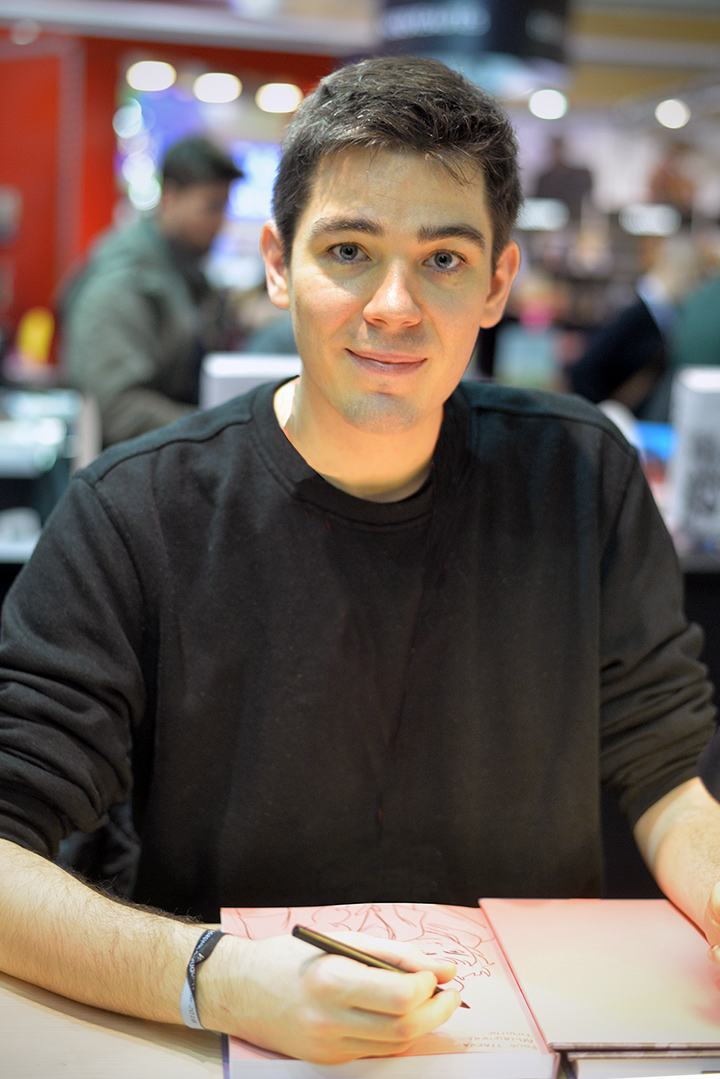
Timothé Le Boucher
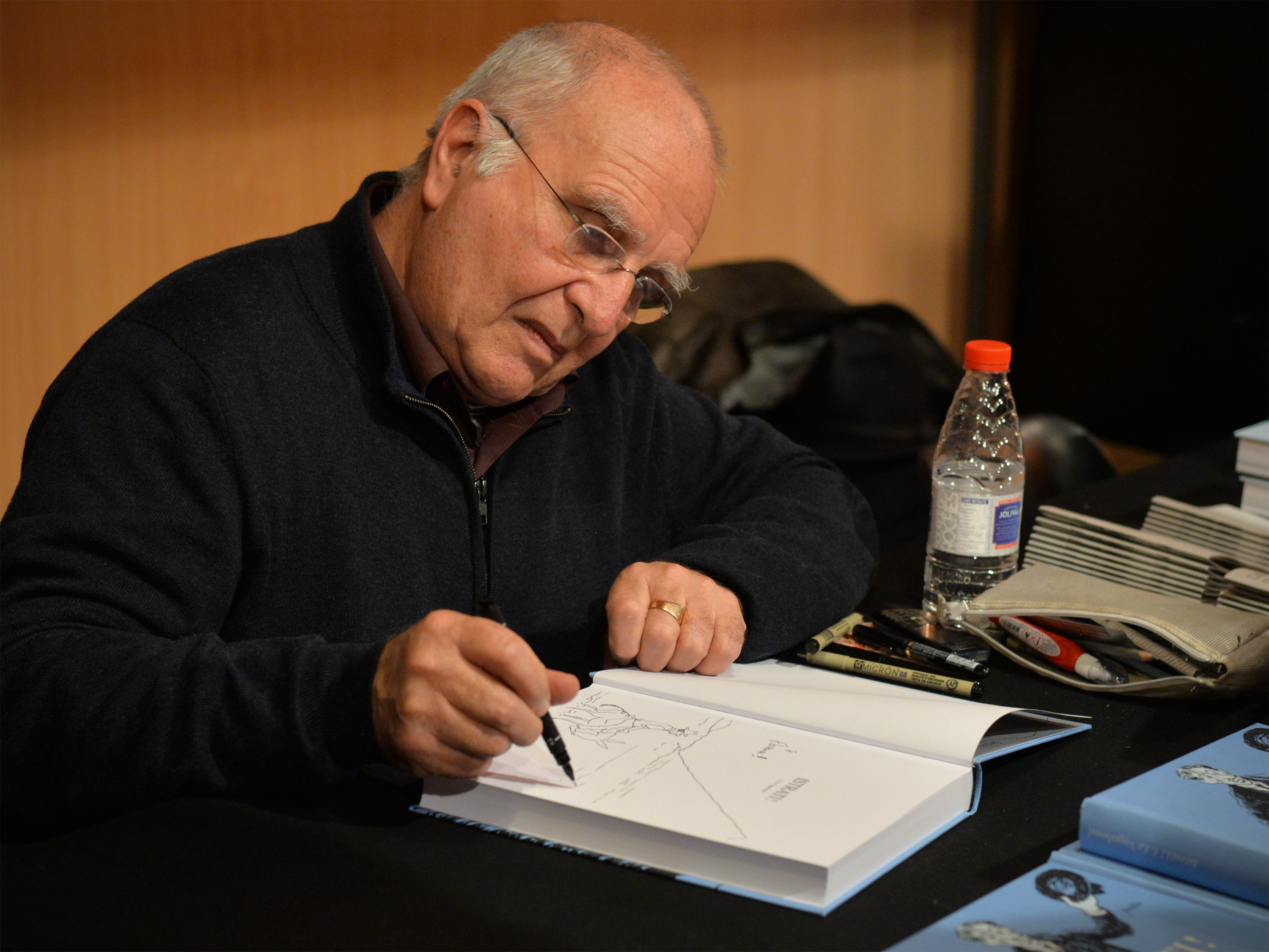
Golo
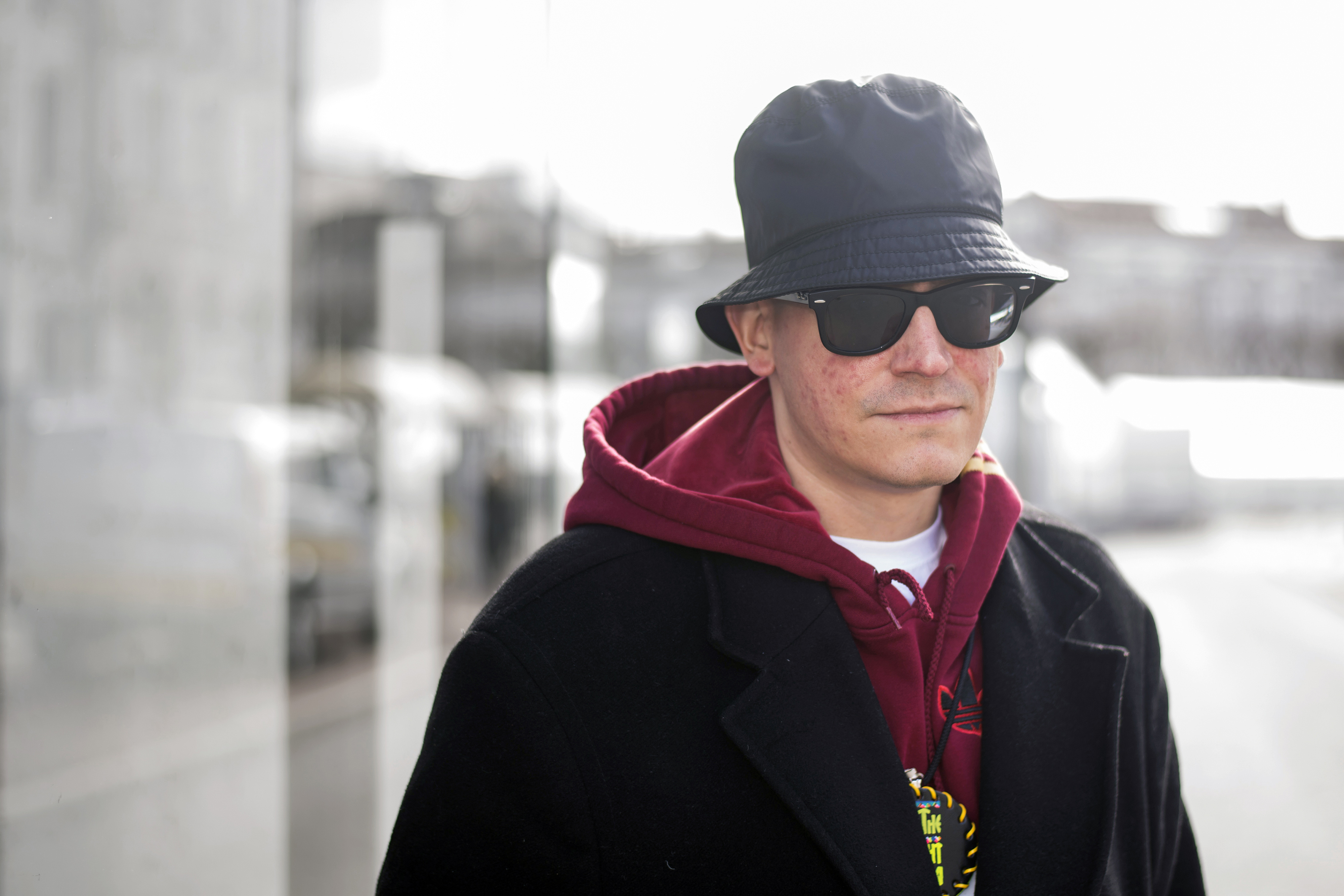
Ed Piskor (2017)
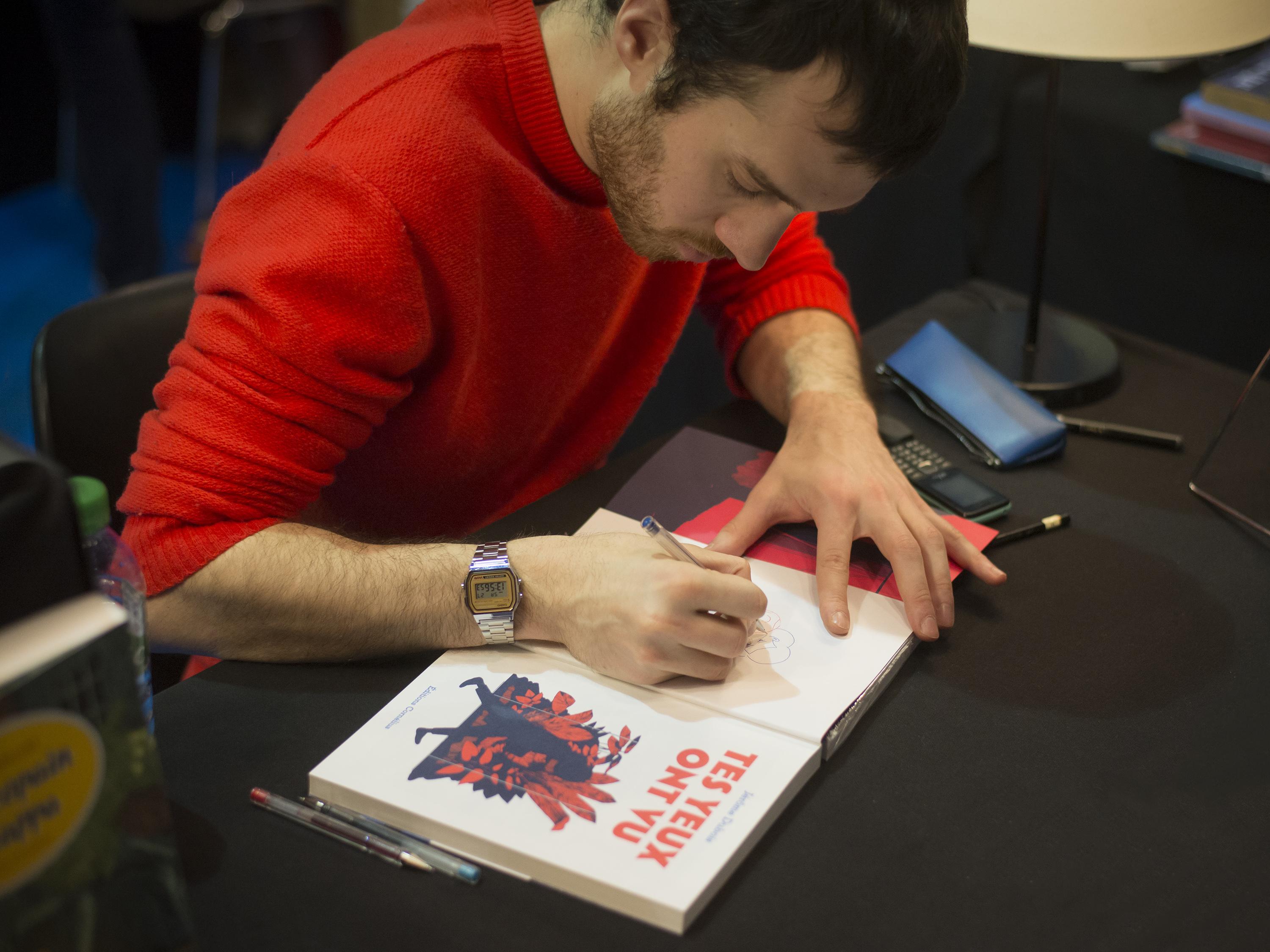
Jérôme Dubois

##### Sélection Patrimoine
- Anarcoma, de Nazario, Misma (1977-198?)
- C'est la jungle ! (en), de Harvey Kurtzman, Wombat (1959)
- Dans l'infini, de G. Ri, Éditions 2024 (1906-1913)
- Je suis Shingo t. 1, de Kazuo Umezu, Le Lézard noir (1982)
- Jojo t. 1 : 1983-1991, d'André Geerts, Dupuis (1983-1991)
- Nouveautés à prix cassé, de Ben Katchor, Rackham (1991)
- Quartier en guerre, de Seth Tobocman, CMDE (2000)
- Soft City, de Hariton Pushwagner, Inculte (1969-1975)

##### Sélection Jeunesse
- 5 Mondes t. 1 : Le Guerrier de sable, de Xanthe Bouma, Matt Rockfeller, Mark Siegel, Alexis Siegel et Boya Sun, Gallimard
- Le Chasseur de rêves t. 2 : Haro sur le tigronimbus !, de Martin Desbat, Sarbacane
- Clémence Évidence a toujours raison, de Sandrina Bonini et Merwan, Éditions Delcourt
- L'Écorce des choses, de Cécile Bidault, Warum
- L'Extrabouriffante Aventure des Super Deltas t. 1 : L'Appel, d'Édouard Cour, Akileos
- La Guerre de Catherine, de Julia Billet et Claire Fauvel, Rue de Sèvres
- Hanada le garnement t. 1, de Makoto Isshiki, Ki-oon
- Imbattable t. 1 : Justice et Légumes frais, de Pascal Jousselin, Dupuis
- Le Meilleurissime Repaire de la Terre, d'Oriane Lassus, Biscoto
- Pépito t. 2, de Luciano Bottaro, Cornélius
- Radiant t. 7, de Tony Valente, Ankama
- Titeuf t. 15 : À fond le slip !, de Zep, Glénat

##### Sélection Polar SNCF

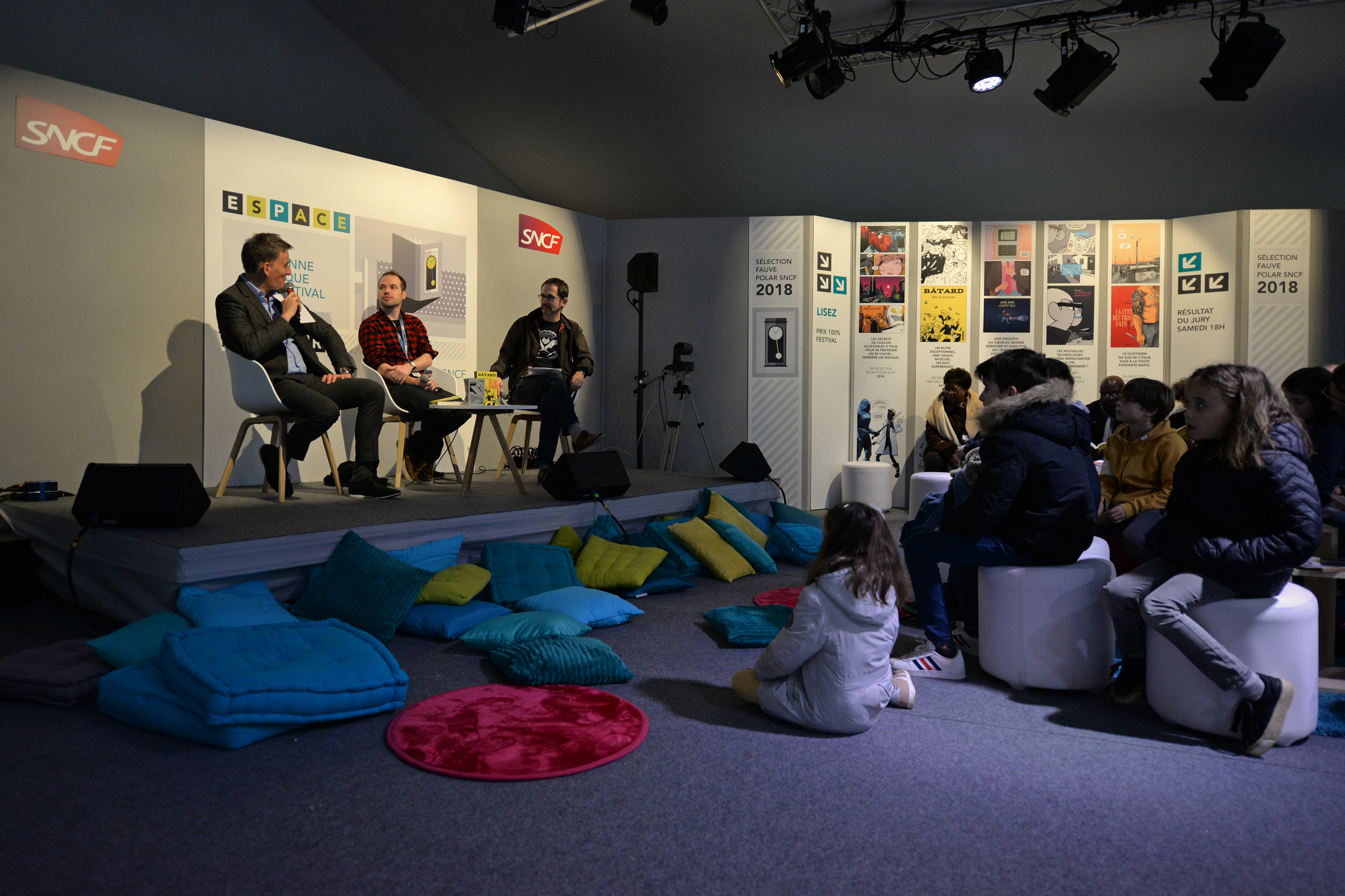
Rencontre avec Max de Radiguès à l'Espace Polar SNCF.

- Bâtard, de Max de Radiguès, Casterman
- La Cité des trois saints, de Vincenzo Bizzarri et Stefano Nardella, Sarbacane
- Jean Doux et le mystère de la disquette molle, de Philippe Valette, Delcourt
- The Private Eye, de Marcos Martin et Brian K. Vaughan, Urban Comics / Dargaud
- Le Profil de Jean Melville, de Robin Cousin, Éditions FLBLB

##### Sélection Prix du public Cultura
Cette sélection reprend douze titres de la sélection officielle soumis au choix du public.
- Black Hammer tome 1, Dean Ormston, Dave Stewart et Jeff Lemire, Urban Comics
- Ces jours qui disparaissent, Timothé Le Boucher, Glénat
- La Cantine de minuit, Yarō Abe, Le Lézard noir
- Dans la combi de Thomas Pesquet, Marion Montaigne, Dargaud
- Demon tome 3, Jason Shiga, Cambourakis
- Emma G. Wildford, Zidrou et Édith, Soleil
- Empress tome 1, Stuart Immonen et Mark Millar, Panini Comics
- Epiphania, Ludovic Debeurme, Casterman
- Les Nouvelles Aventures de Lapinot, Un monde un peu meilleur, Lewis Trondheim, L'Association
- Opération Copperhead, Jean Harambat, Dargaud
- La Petite Couronne, Gilles Rochier, 6 pieds sous terre
- Une sœur, Bastien Vivès, Casterman

#### Prix découvertes
- Prix des écoles d'Angoulême : Bushido t. 1 de Gorobeï et Thierry Gloris, Dupuis
- Prix des collèges : Le Collège Noir t. 1 - Le Livre de la Lune de Ulysse Malassagne, Grafiteen
- Prix des lycées :  Bâtard de Max de Radiguès, Casterman

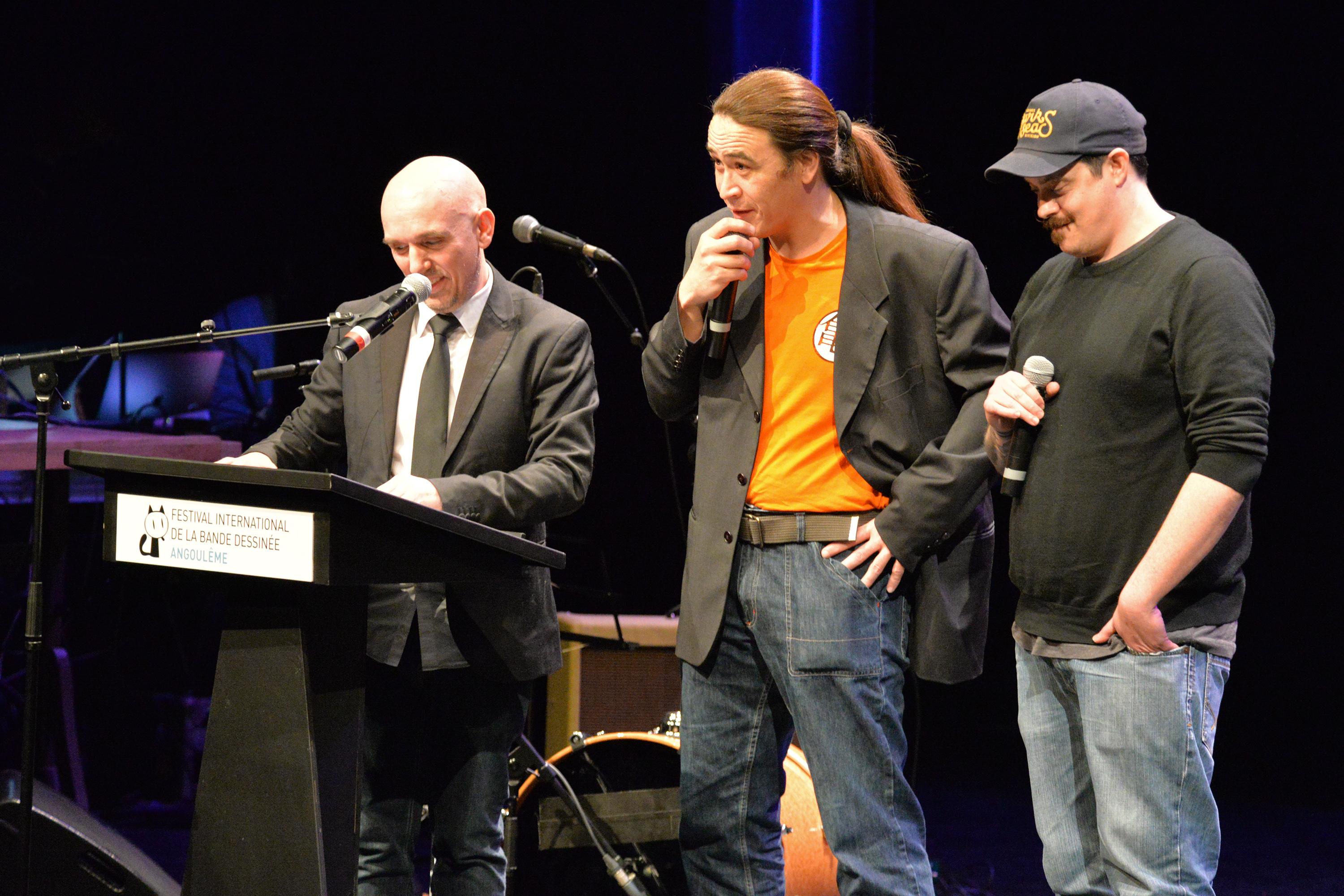
Gorobeï et Thierry Gloris, prix des écoles d'Angoulême
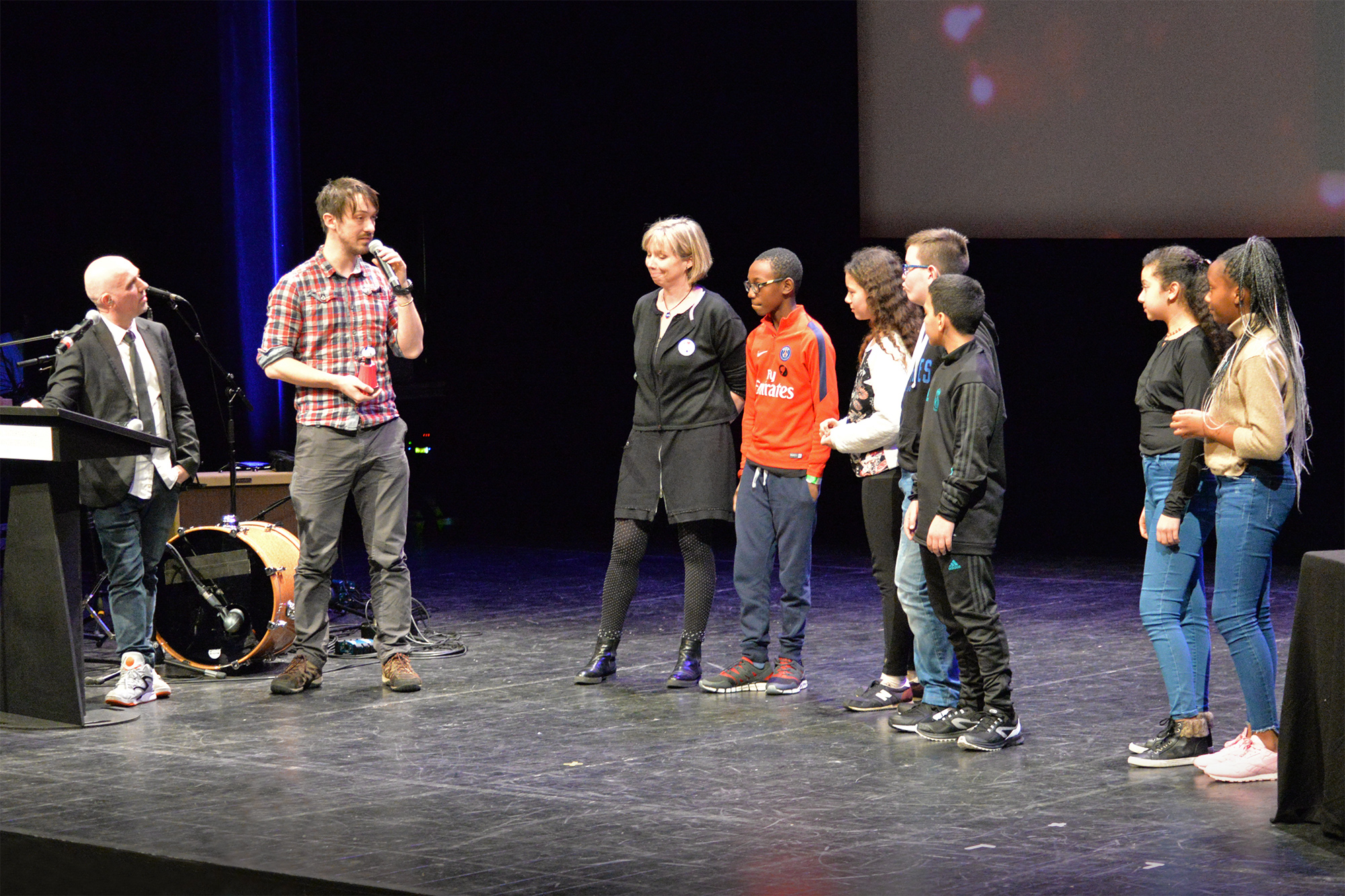
Ulysse Malassagne, prix des collèges
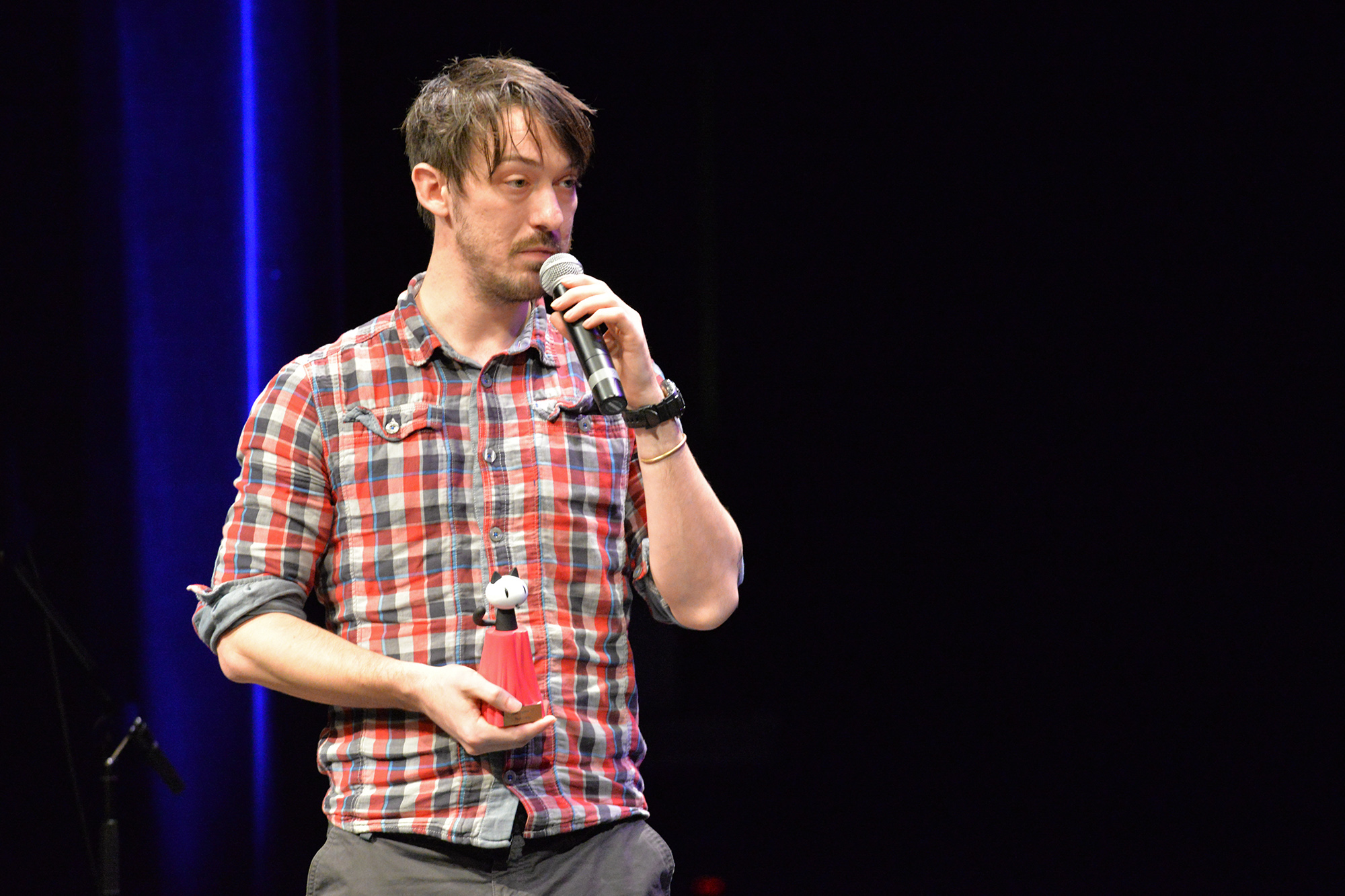
Ulysse Malassagne
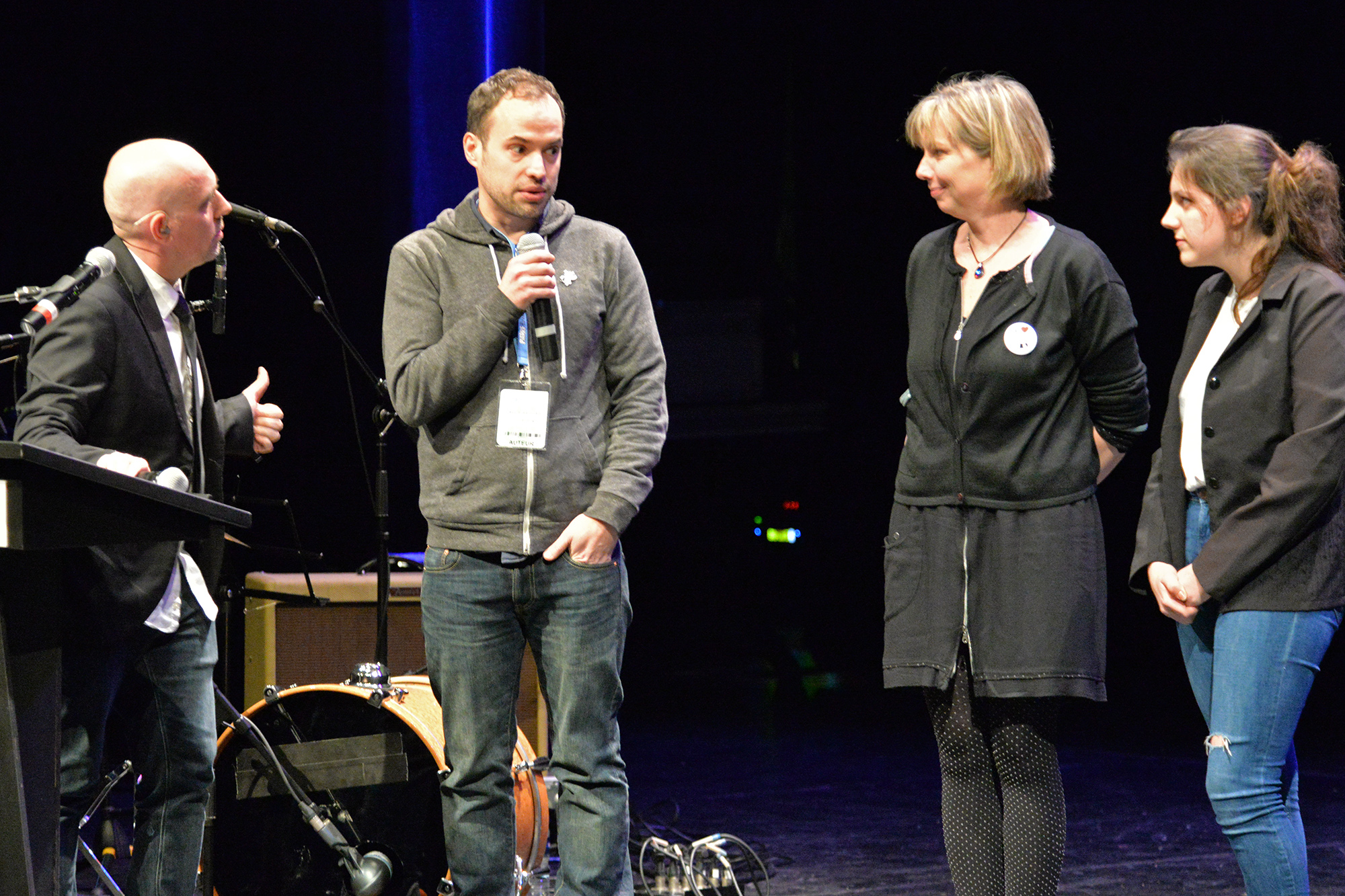
Max de Radiguès, prix des lycées

#### Jeunes talents et Concours de la BD scolaire

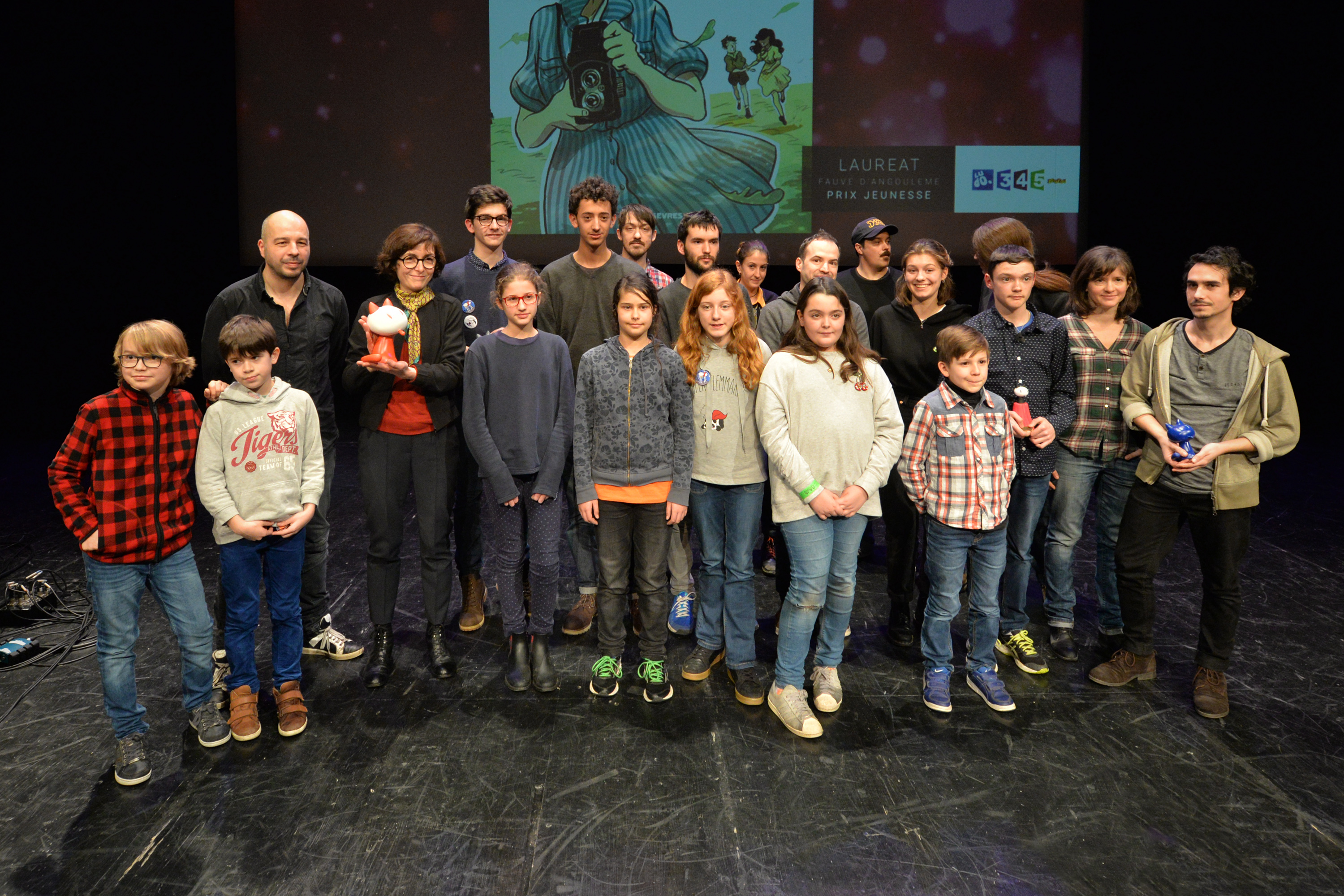
Lauréats des prix Découverte, Jeunes talents et BD scolaire.

- Les trois premiers prix Jeunes talents : Louisa Vahdat, Lisa Herberer, Thibault Gallet
- Prix Jeunes talents Région : Thierry Carretero
- Challenge digital : Sophie Taboni et Nicolas Catherin avec Ici tout va bien
- Prix d'Angoulême de la BD scolaire : Pablo Raison, 16 ans
- Prix Espoir : Nathan Le Marec, 12 ans
- Prix du scénario : Sami Jemli, 16 ans
- Prix Graphisme : Chloé Bertschy, 17 ans

## Autres prix
- Dans le cadre du Off of Off, deux prix sont décernés. Le prix « Couilles au cul », récompensant le courage des dessinateurs de presse, est attribué au dessinateur iranien Kianoush Ramezani.
- Le Prix Schlingo a été remis à Anouk Ricard pour Faits divers 2 paru aux éditions Cornélius et l'ensemble de son œuvre.
- Le Prix Tournesol, qui récompense un album considéré comme le plus sensible aux problématiques écologiques ou le plus porteur de valeurs comme la justice sociale, la défense des minorités et la citoyenneté, est remis à Mathilde Ramadier et Laurent Bonneau pour Et il foula la terre avec légèreté. Le jury comprenait notamment l'écrivain Yves Frémion, l'autrice Natacha Sicaud et le journaliste Vincent Bernière.

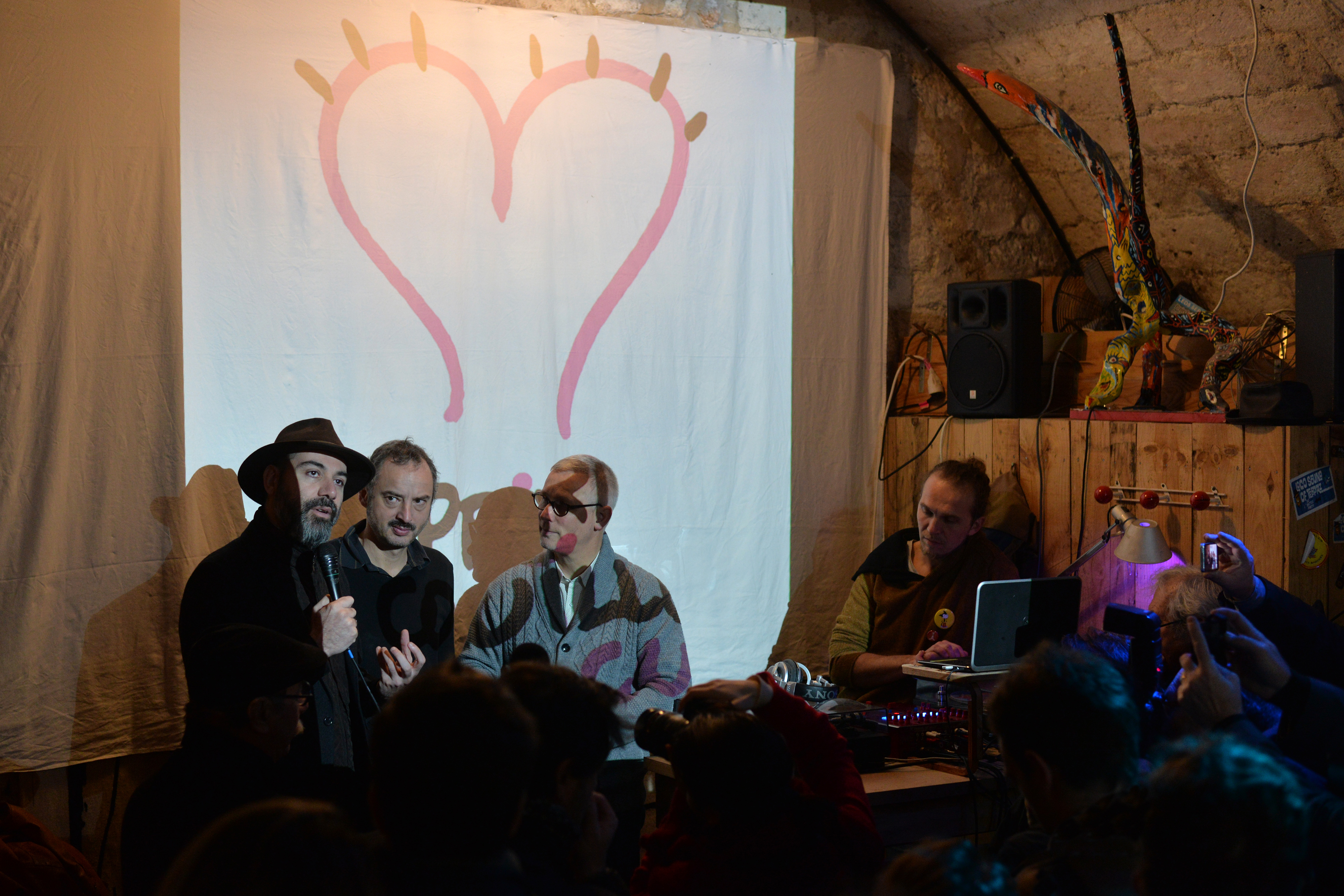
Remise du prix "Couilles au cul" 2018.
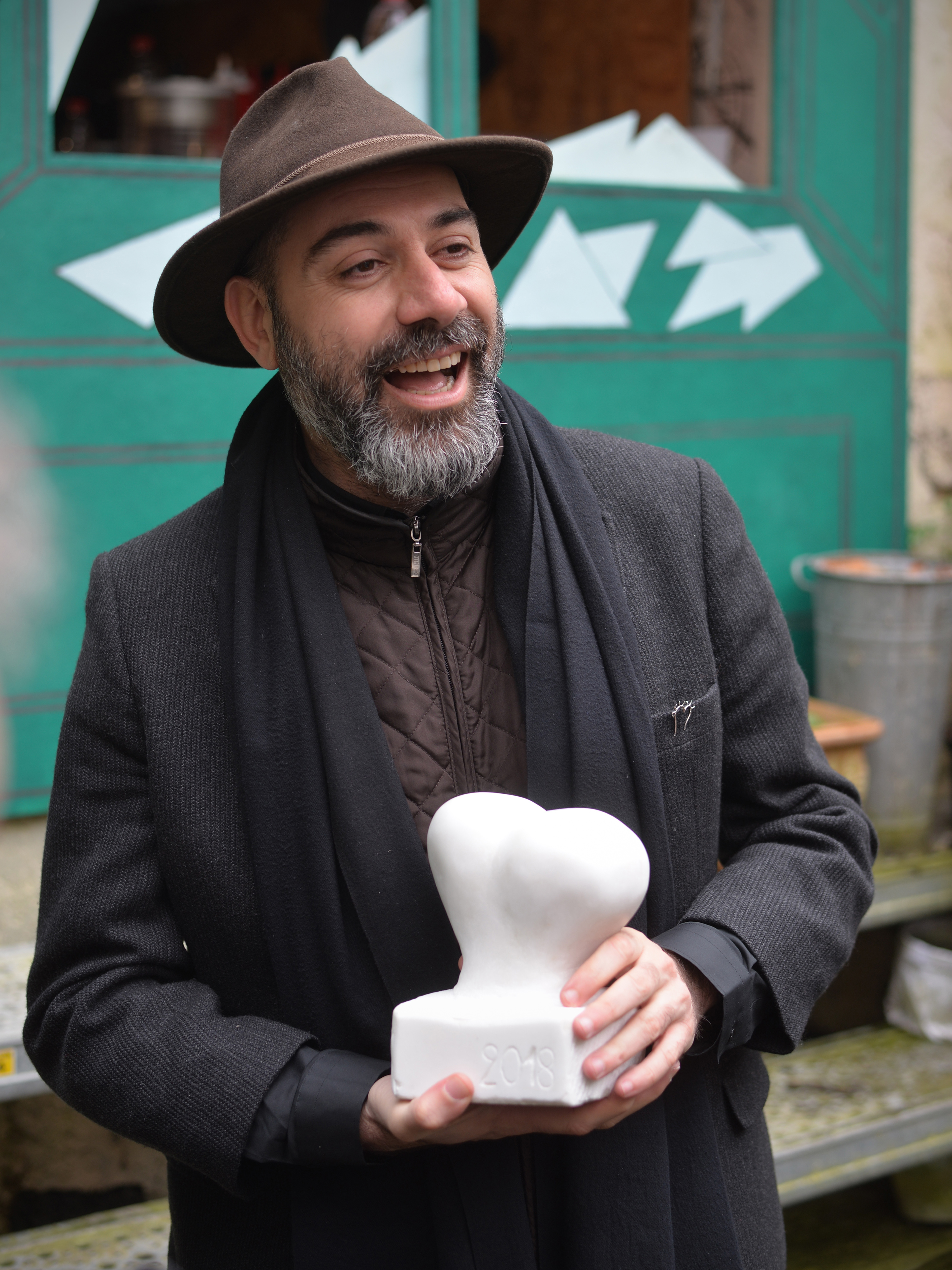
Kianoush Ramezani avec le prix "Couilles au cul".
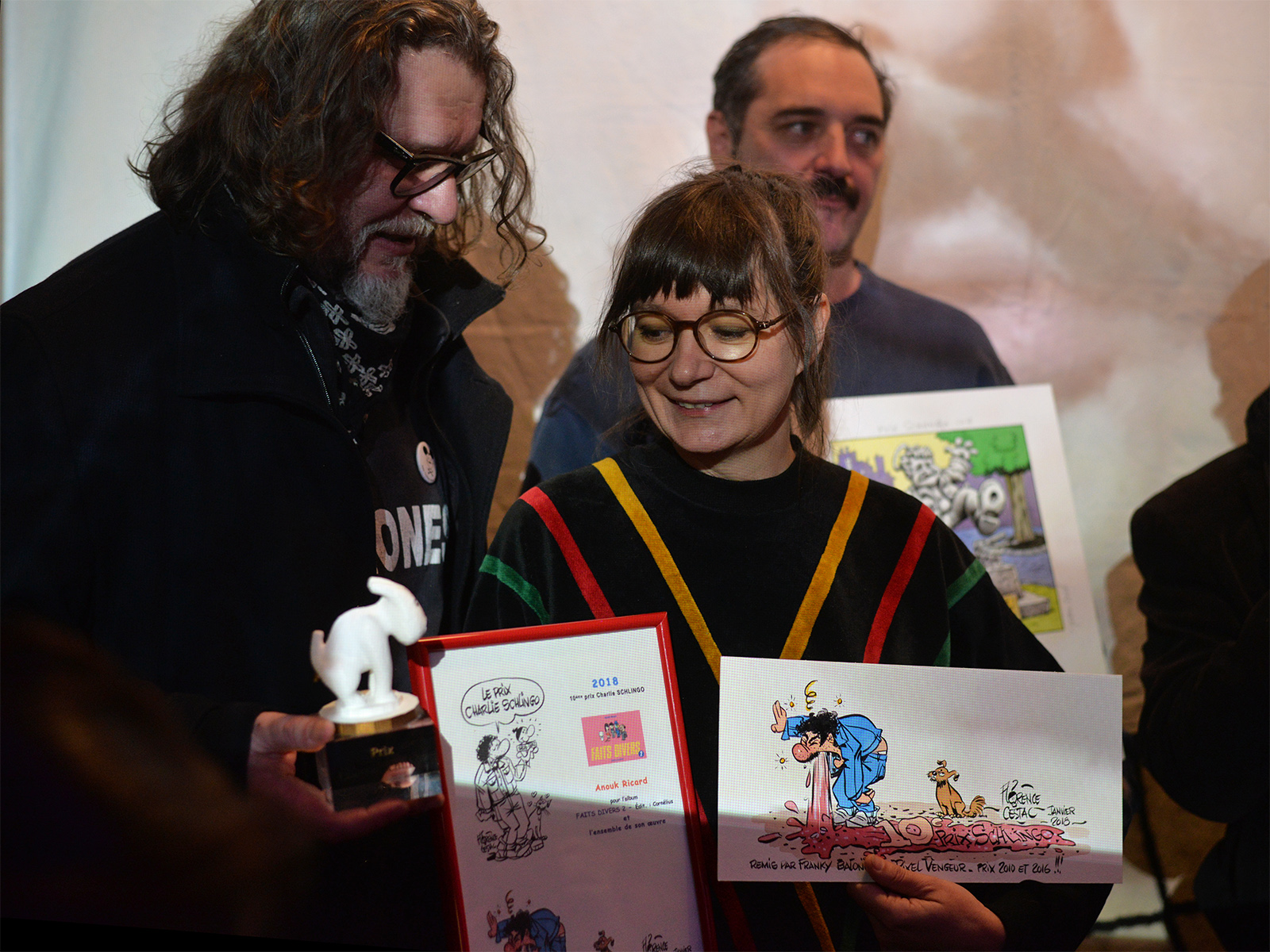
Anouk Ricard, lauréate du Prix Schlingo.
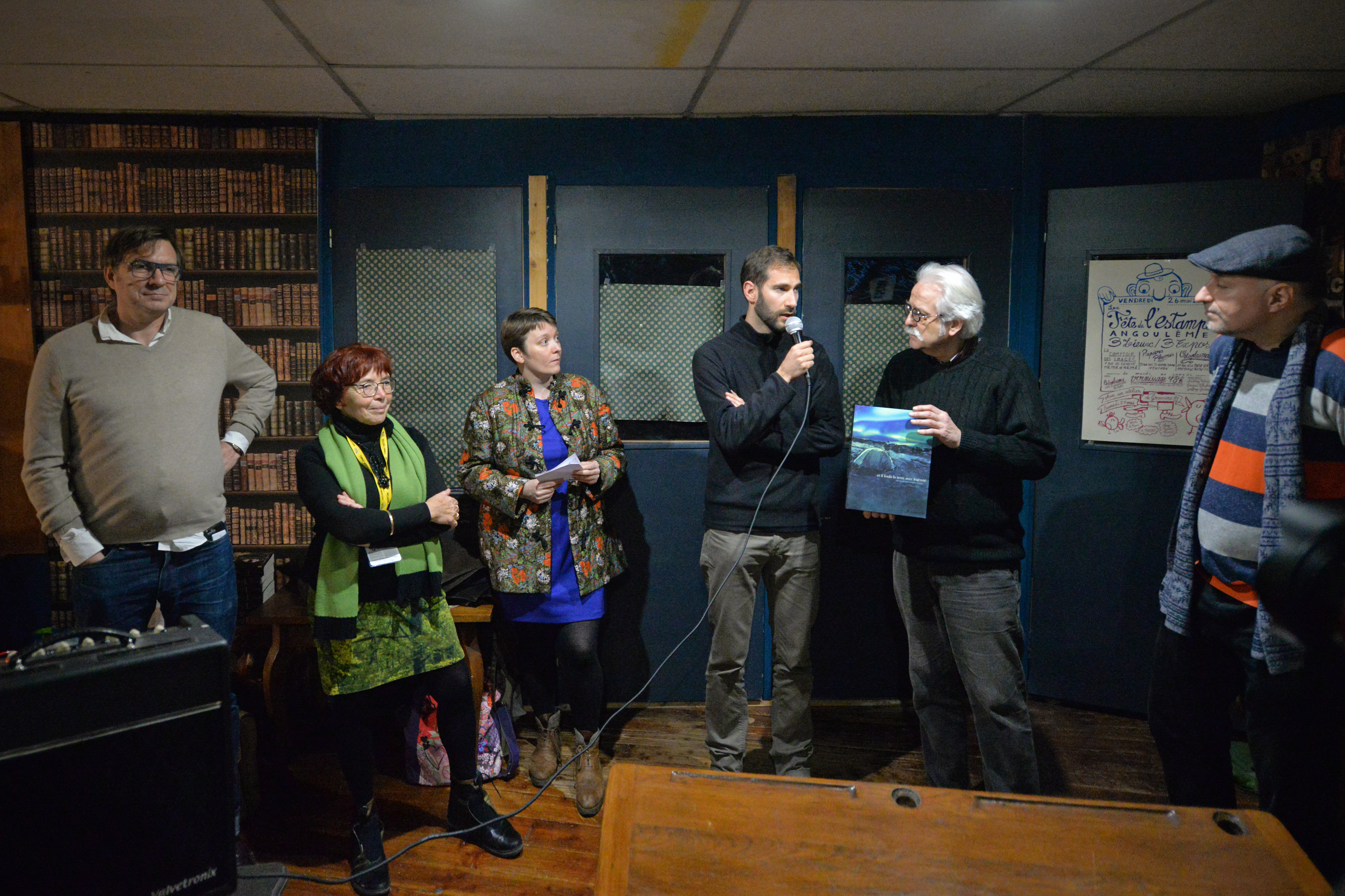
Remise du Prix Tournesol à Laurent Bonneau par le jury.

## Déroulement du festival

### Événements
- Partenaire du festival, France Inter a produit trois émissions à Angoulême le vendredi 26 janvier à l’Espace Franquin.

Pour Popopop, Antoine de Caunes et Charline Roux ont reçu Pénélope Bagieu, marraine de l'émission, Anouk Ricard, Ludovic Debeurme et Fred Bernard.
Charline Vanhoenacker et Guillaume Meurice ont reçu Marion Montaigne pour leur émission d'actualité Par Jupiter !, avec les chroniqueurs Pablo Mira, Juliette Arnaud, Hippolyte Girardot et le chansonnier Frédéric Fromet.
Philippe Collin a enregistré L'Œil du tigre, l’émission sur le sport diffusée le dimanche soir suivant, avec Guillaume Bouzard, président du jury et joueur de football amateur, et Bastien Vivès, présenté comme  supporter des clubs de football du Paris-Saint-Germain et de l'Olympique de Marseille. Dominique Besnehard est intervenu pour une chronique sur Mylène Demongeot, Joy Raffin a évoqué son premier festival d'Angoulême où elle a découvert l'auteur Didier Tronchet.

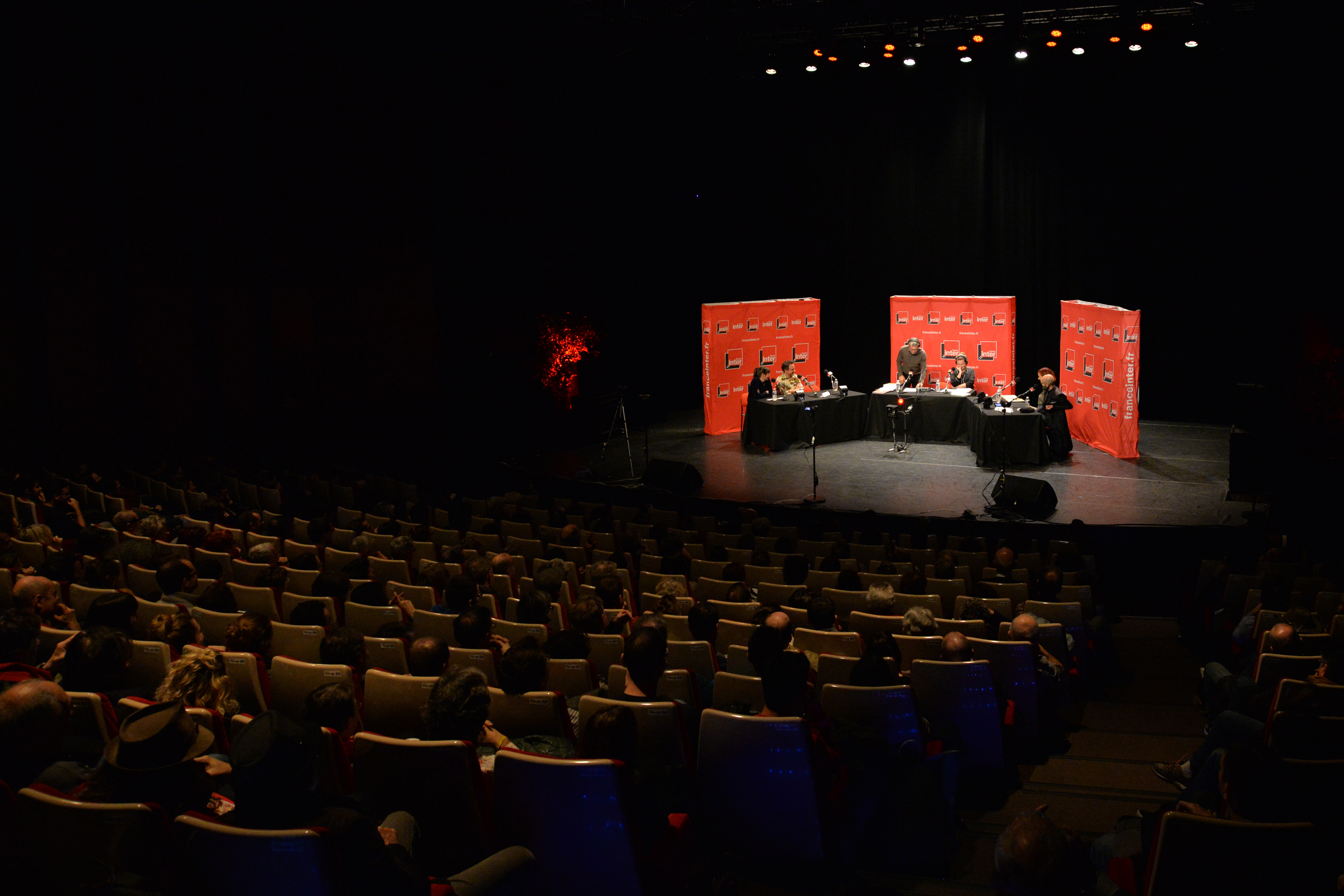
Popopop en public
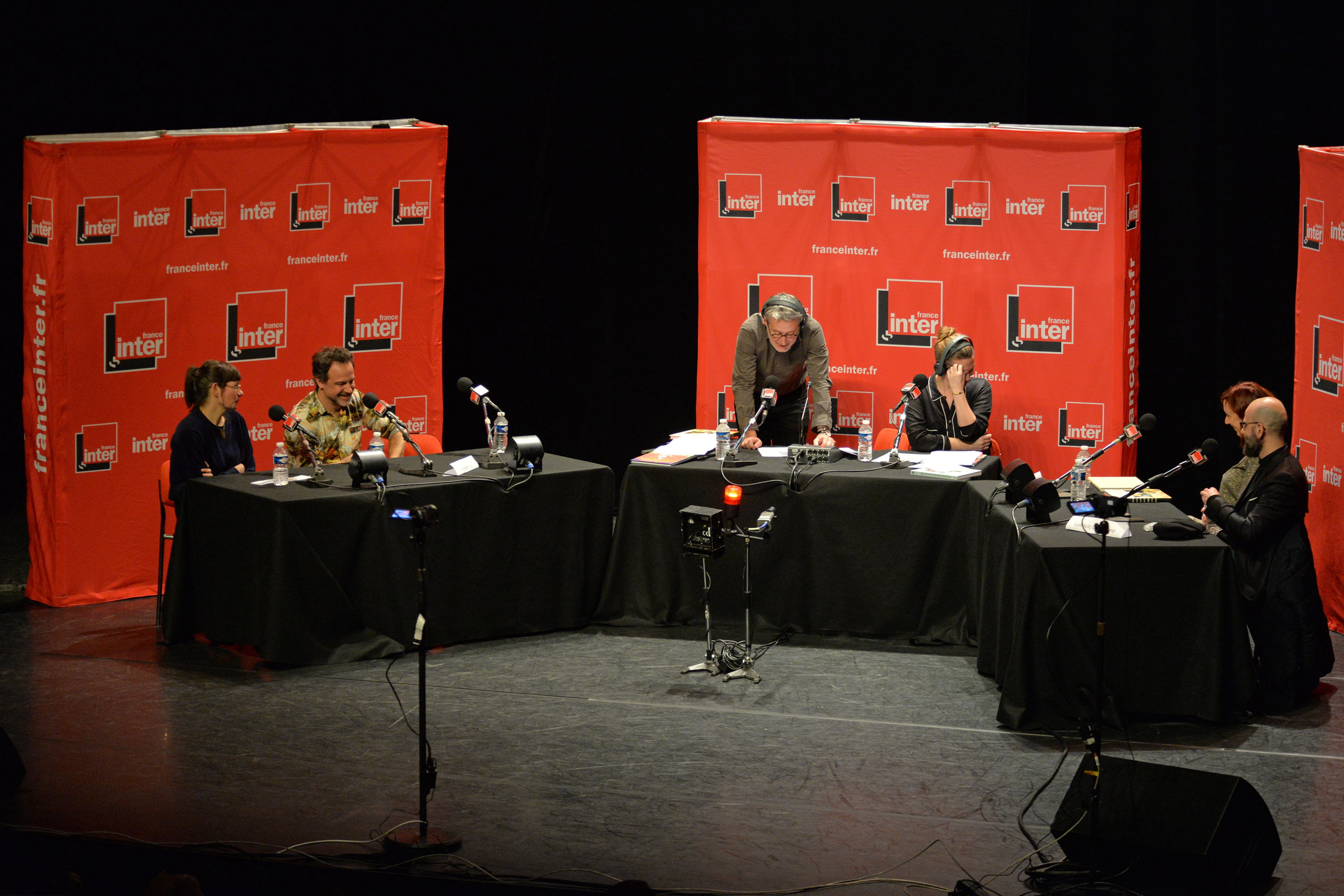
Popopop, séquence de la cave
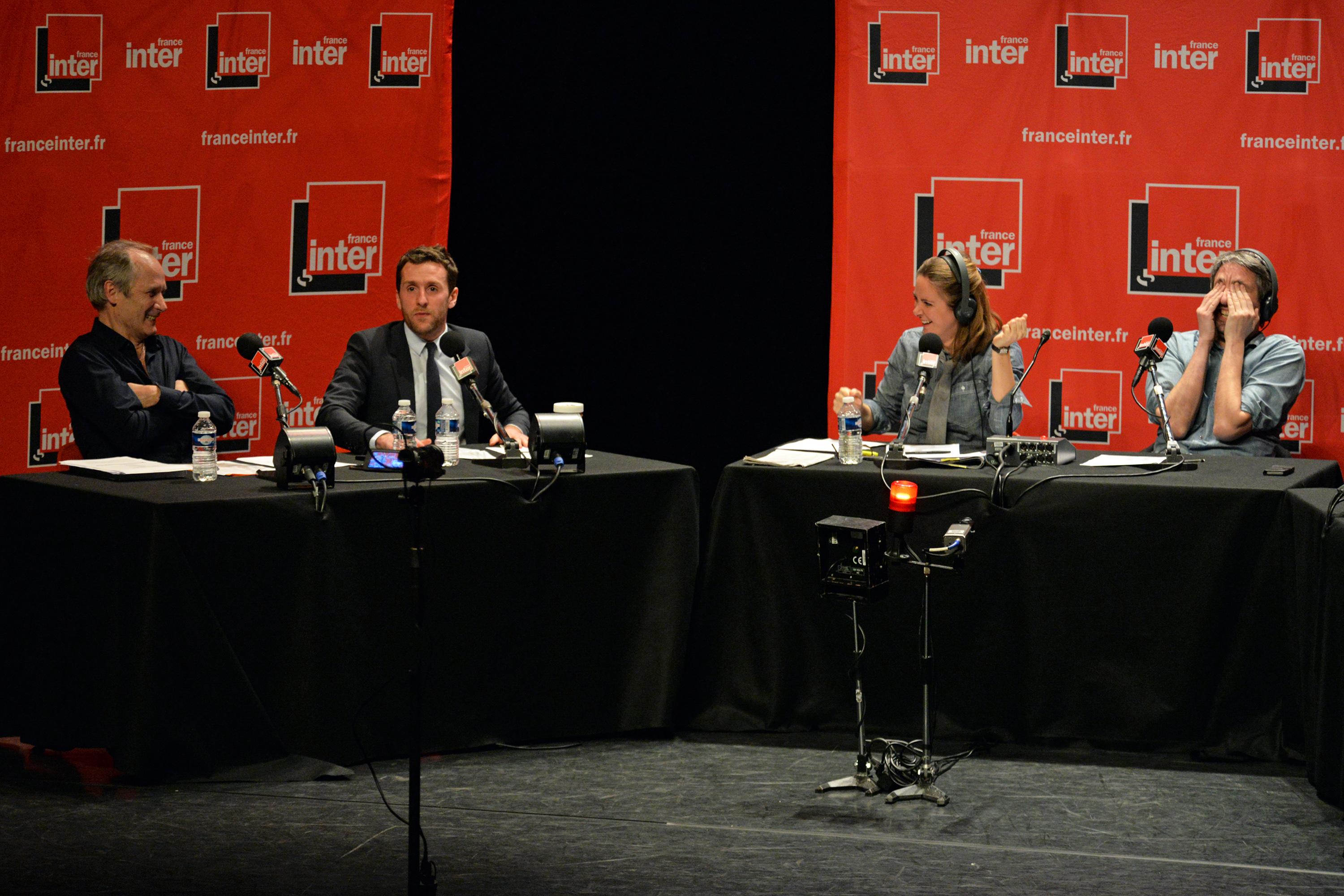
Par Jupiter !

- France Culture a enregistré une masterclass de Blutch animée par Tewfik Hakem qui sera diffusée à l'été 2018.

### Expositions
Hôtel Saint-Simon
- Cosey, une quête d'épure

Espace Franquin
- L'Art de Naoki Urasawa, en présence de l'auteur
- Gilles Rochier, faut tenir le terrain

Musée de la bande dessinée d’Angoulême
- Alix - L'Art de Jacques Martin

Musée d'Angoulême
- Osamu Tezuka, Manga no Kamisama (Le dieu du manga)
- Venise sur les pas de Casanova, de la peinture du XVIIIe siècle à la bande dessinée

Quartier Jeunesse au Chais Magelis
- Fairy Tail, en présence de l'auteur Hiro Mashima

Vaisseau Mœbius
- Emmanuel Guibert, le dessin comme écriture

Médiathèque L'Alpha
- Marion Montaigne ramène sa science

Autres lieux
- Le Monde selon Titeuf, sur le parvis de l'Hôtel de ville ;
- Oriane Lassus ;
- Sonny Liew, le prodige de Singapour, Théâtre d'Angoulême.

### Spectacles et projections
- Ariol's show, Théâtre d'Angoulême.
- Concert dessiné de la chanteuse malienne Rokia Traoré avec le dessinateur espagnol Rubén Pellejero dans le Théâtre d'Angoulême.
- DJ set Corinne, Polo & Pan accompagnés de quatre dessinateurs, Bastien Vivès, Pénélope Bagieu, Alexandre Clérisse et Zoé Thouron, La Nef.
- Bal des vampires, Magic Mirror.

- Une draw battle a opposé Hiro Mashima et Reno Lemaire, leur seconde après une première bataille en 2016 à la Japan Expo.

Draw battle Hiro Mashima & Reno Lemaire
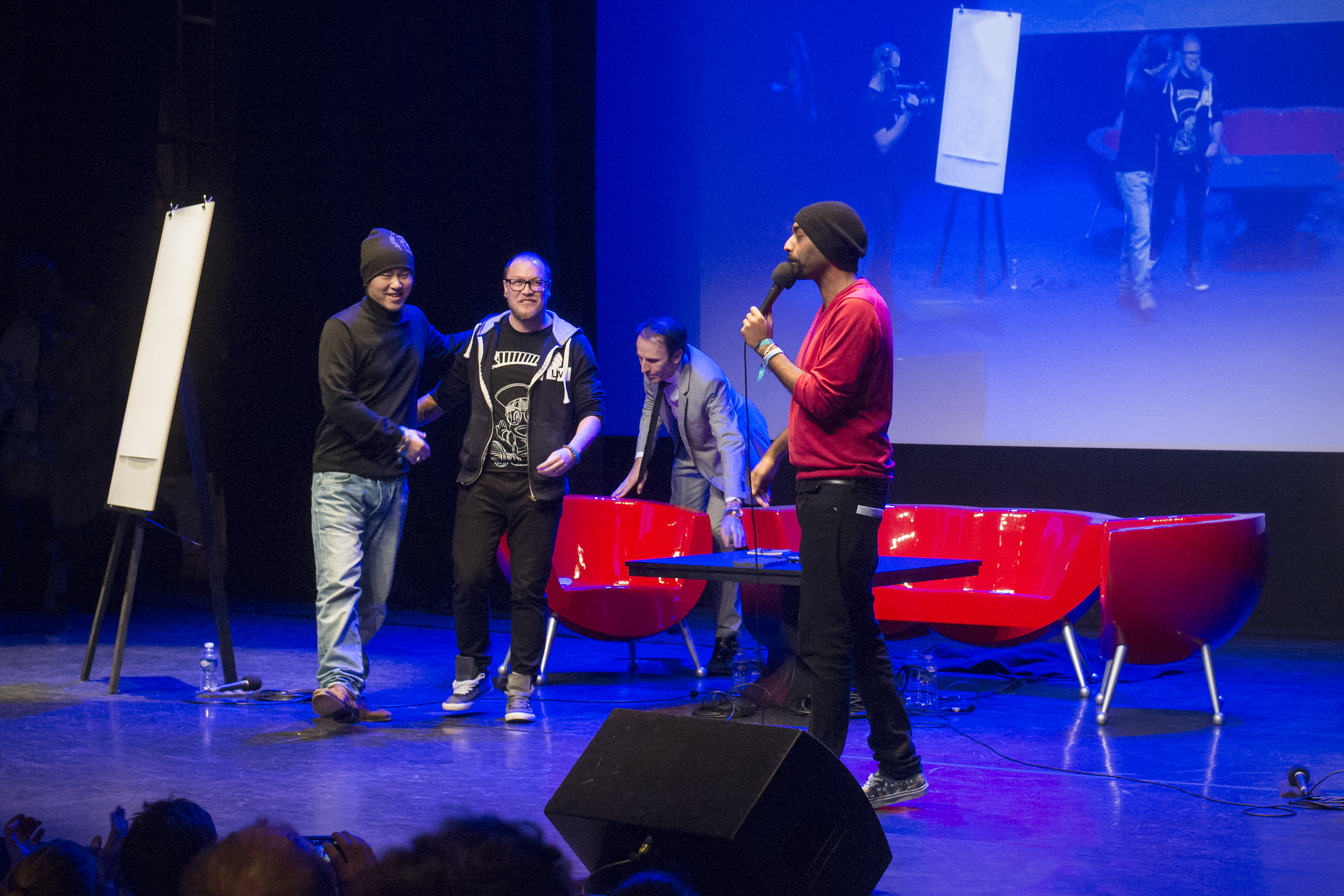
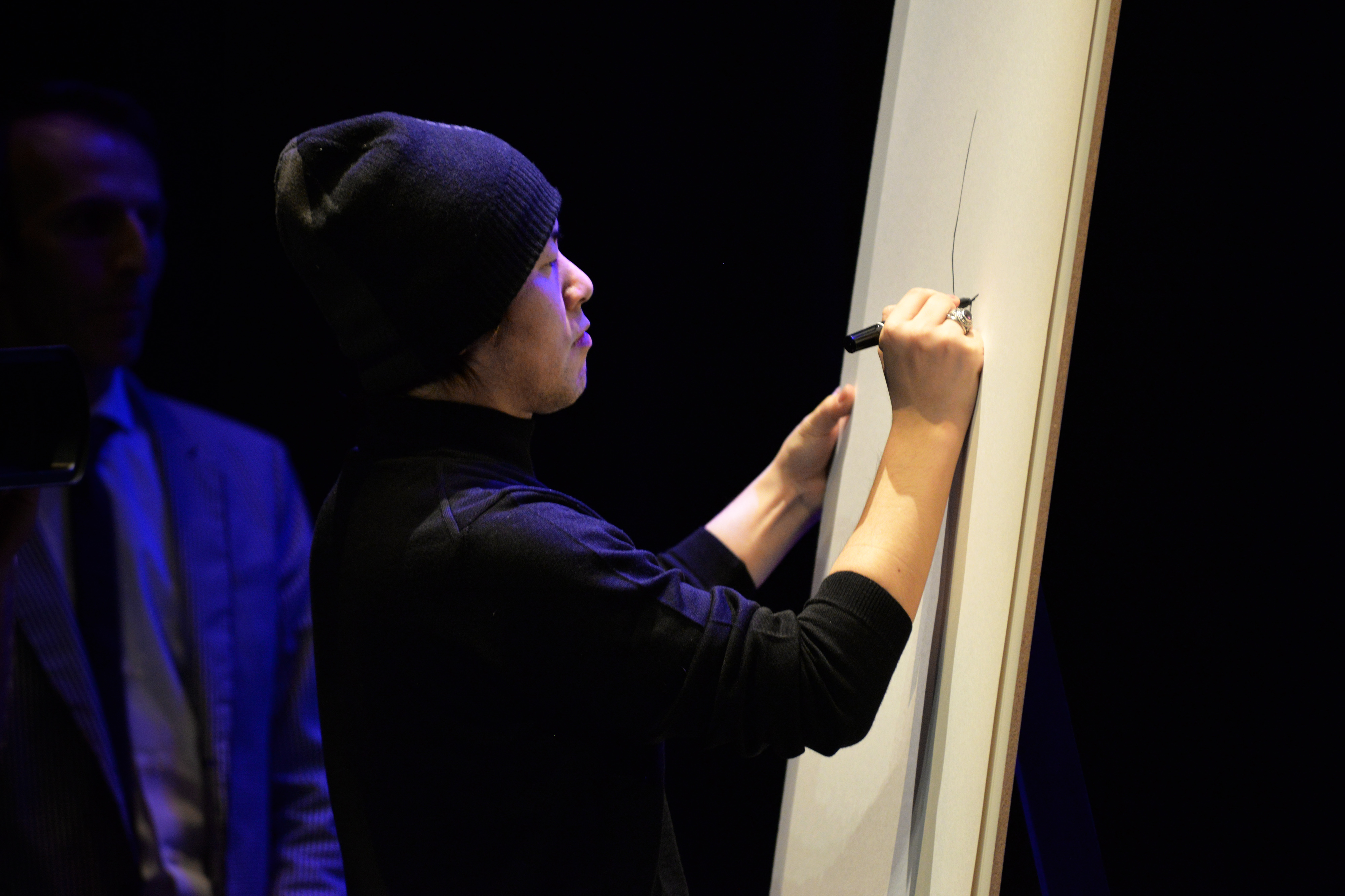
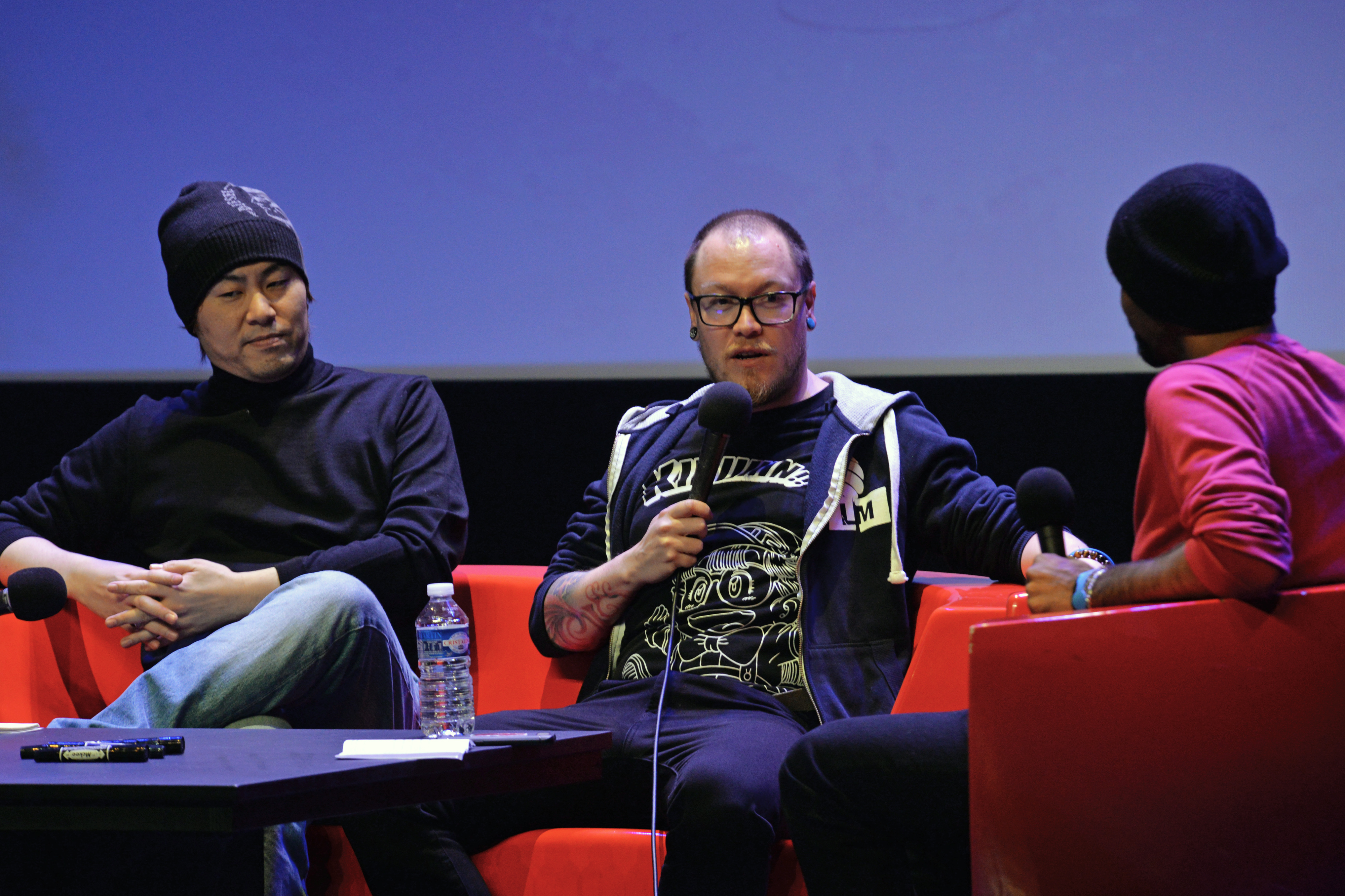
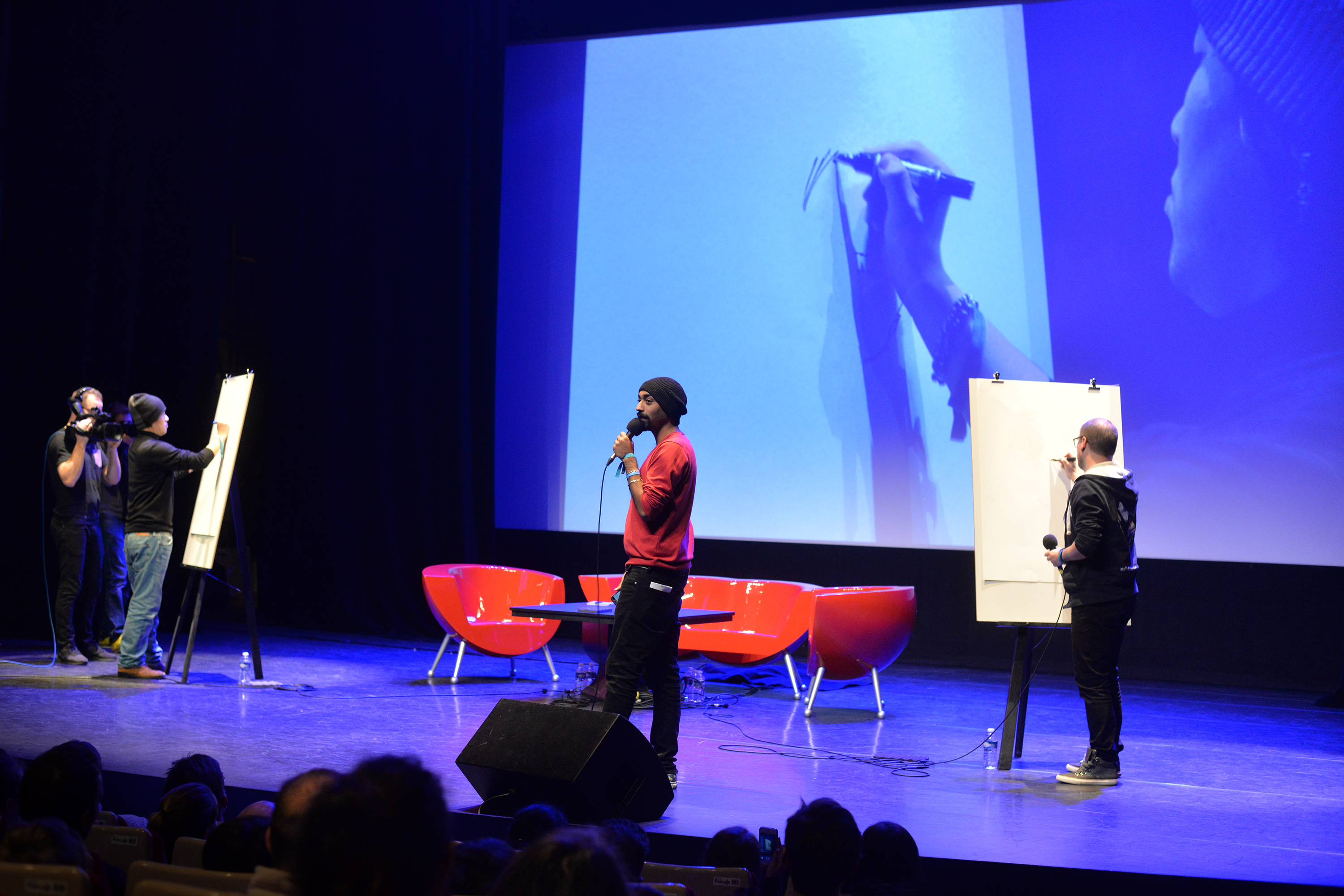

- Avant-première du film Les Aventures de Spirou et Fantasio réalisé par Alexandre Coffre d'après la série Spirou et Fantasio.
- Avant-première du film La Mort de Staline de Armando Iannucci d'après le diptyque La Mort de Staline de Fabien Nury et Thierry Robin.

Avant-première des Aventures de Spirou et Fantasio
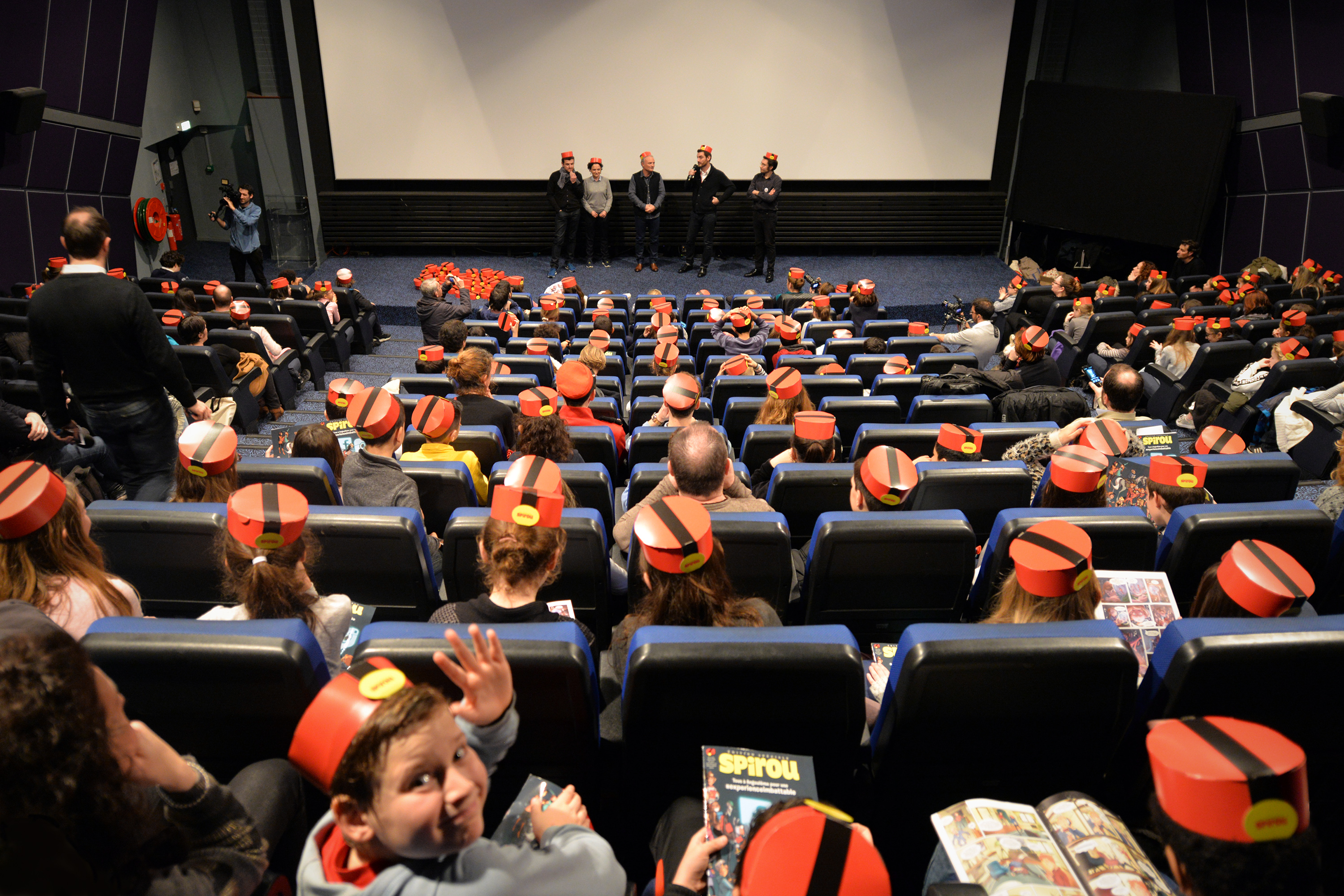
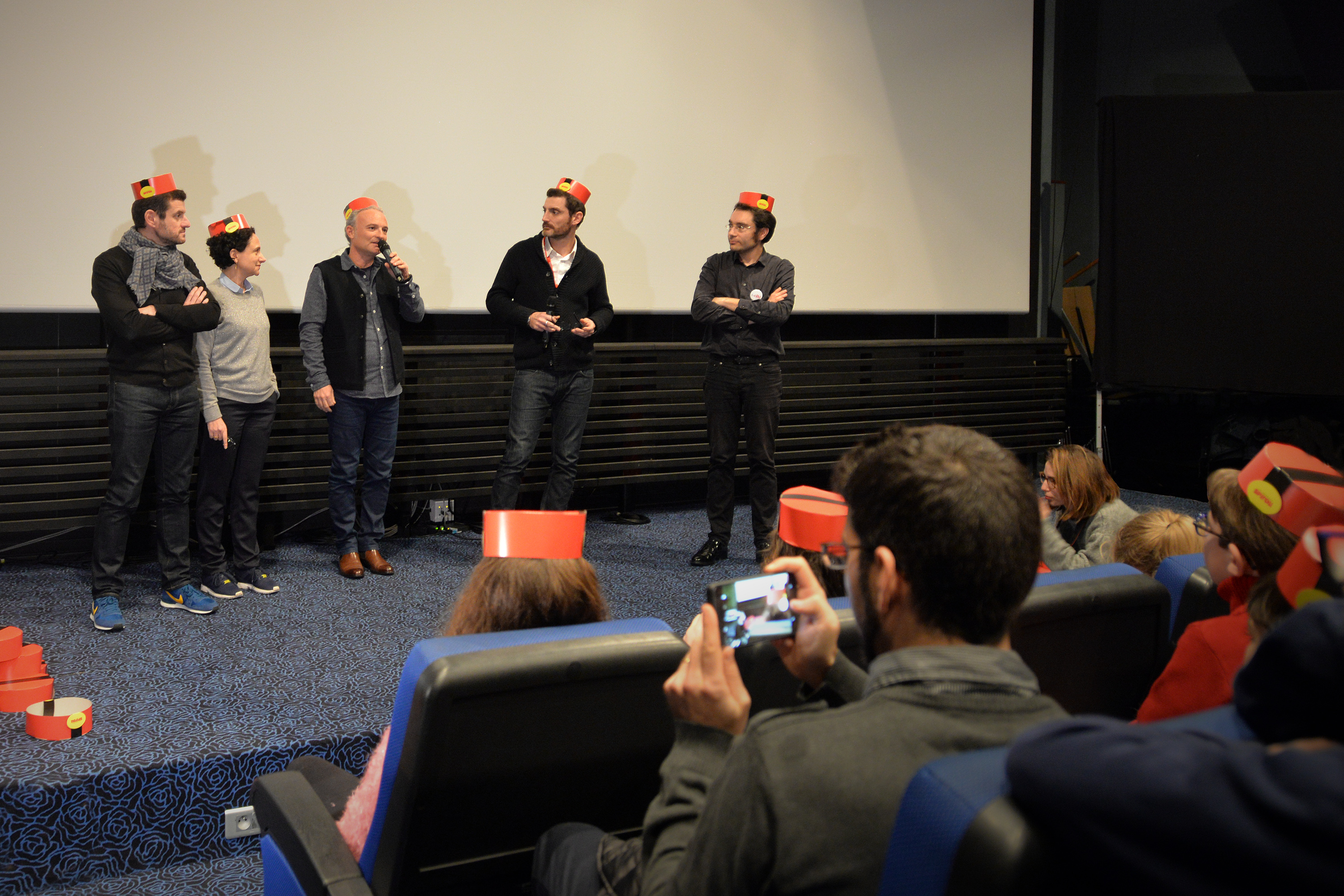

### Rencontres
- Hiro Mashima, auteur de Fairy Tail
- Naoki Urasawa, auteur de Pluto, 20th Century Boys
- Cosey, Grand Prix 2017.
- Emmanuel Guibert, lauréat du prix René Goscinny 2017
- Les 30 ans de la collection « Aire libre »
- Gipi, auteur de La Terre des fils
- Shinzo Keigo, auteur de la série Tokyo Alien Bros
- Sonny Liew, auteur de Charlie Chan Hock Chye, une vie dessinée
- Dave McKean
- Christophe Blain et Joann Sfar

Outre ces rencontres officielles, le stand du réseau Cultura reçoit les auteurs présents dans la sélection du prix du public dans l'espace éditeurs du Monde des Bulles.

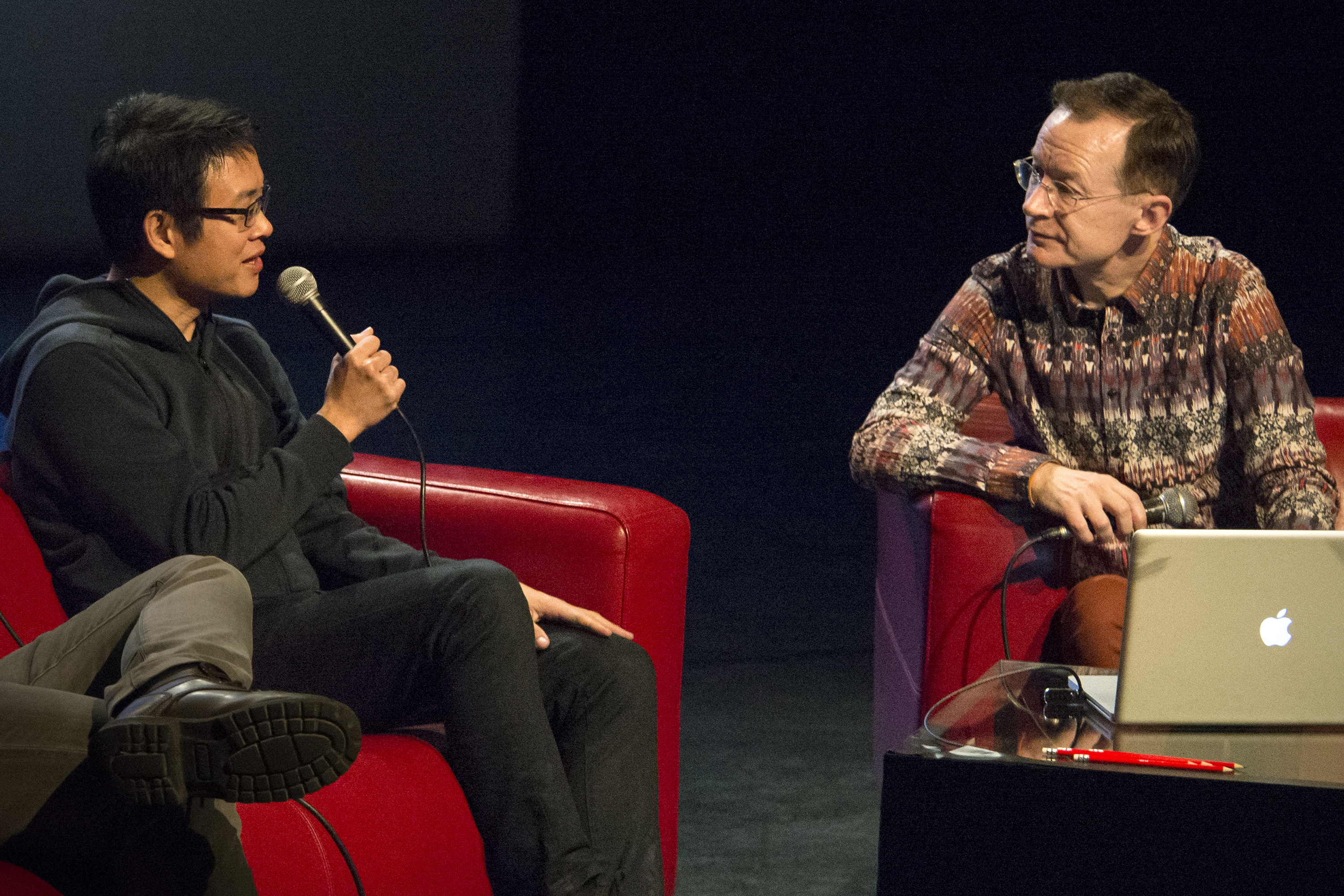
Sonny Liew
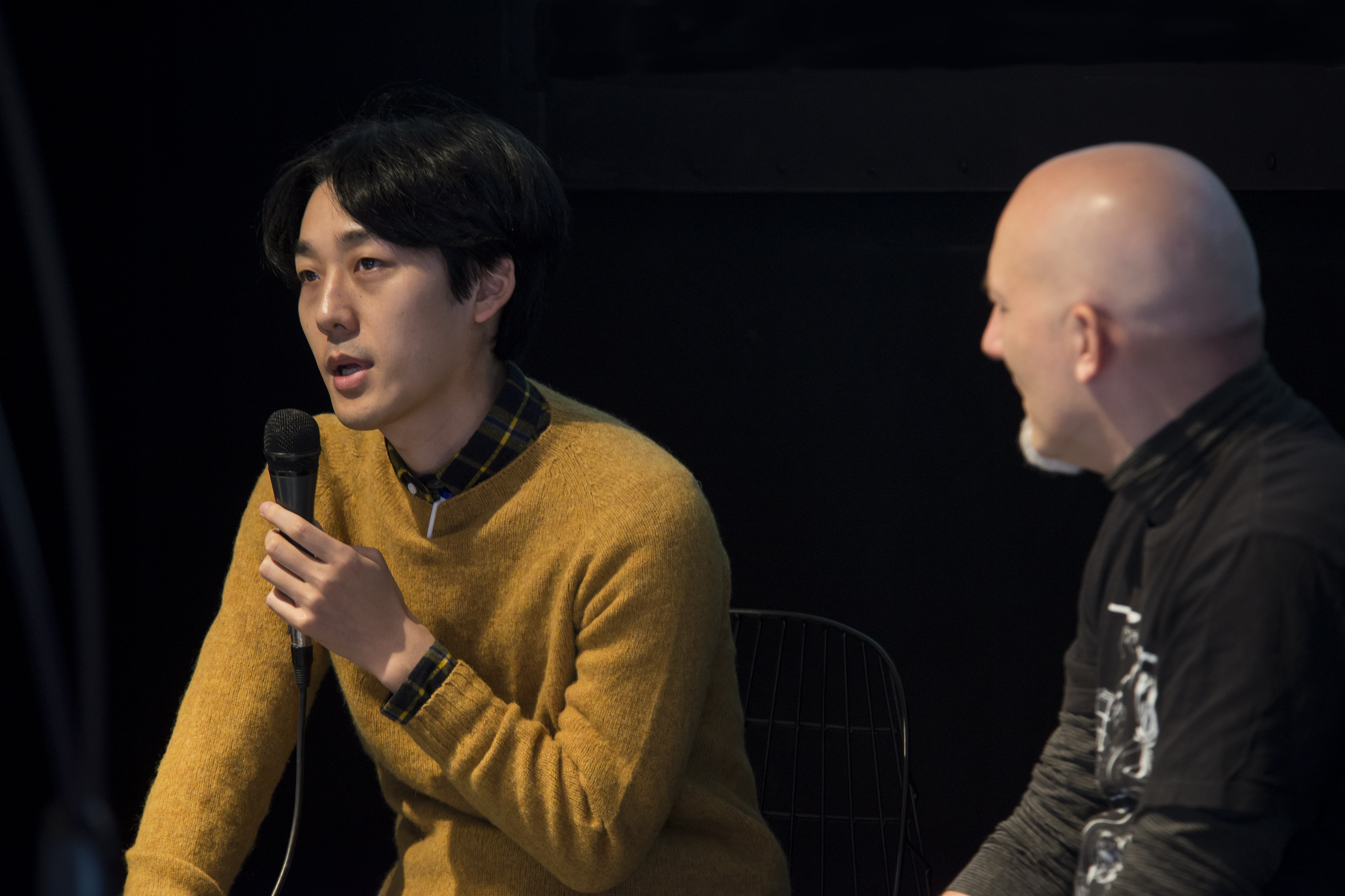
Shinzo Keigo au Pavillon Manga.
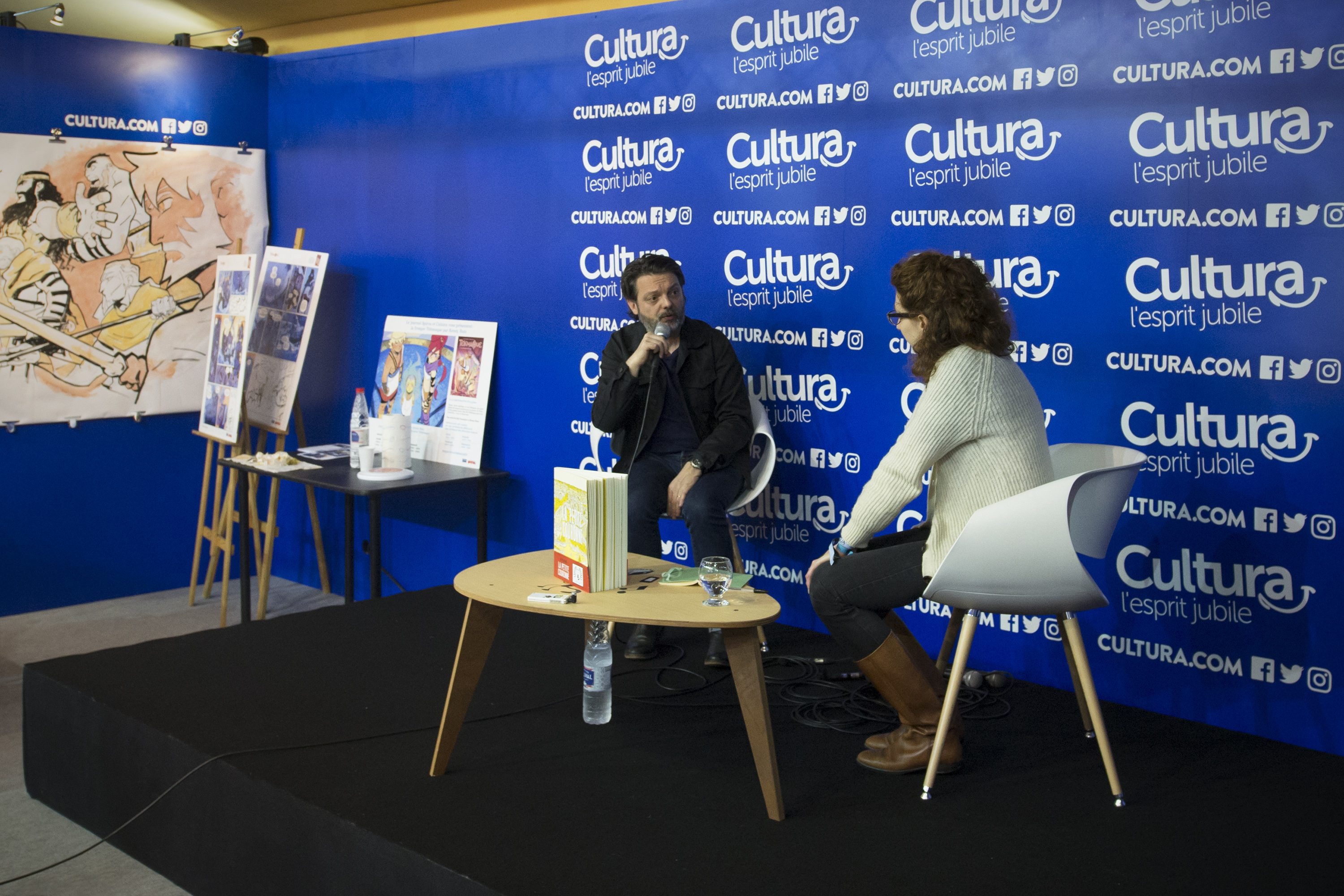
Gilles Rochier sur le stand Cultura.
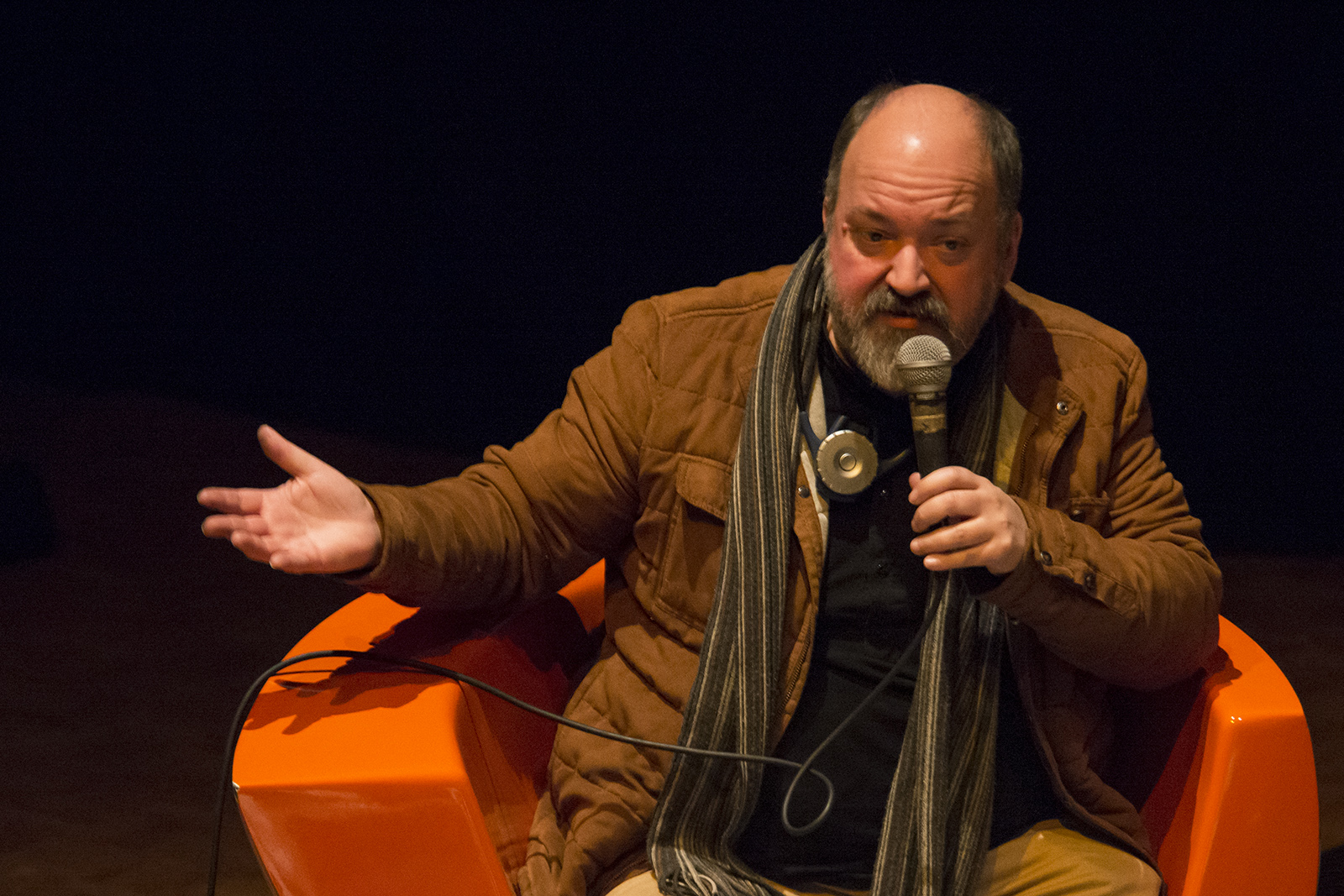
Dave McKean
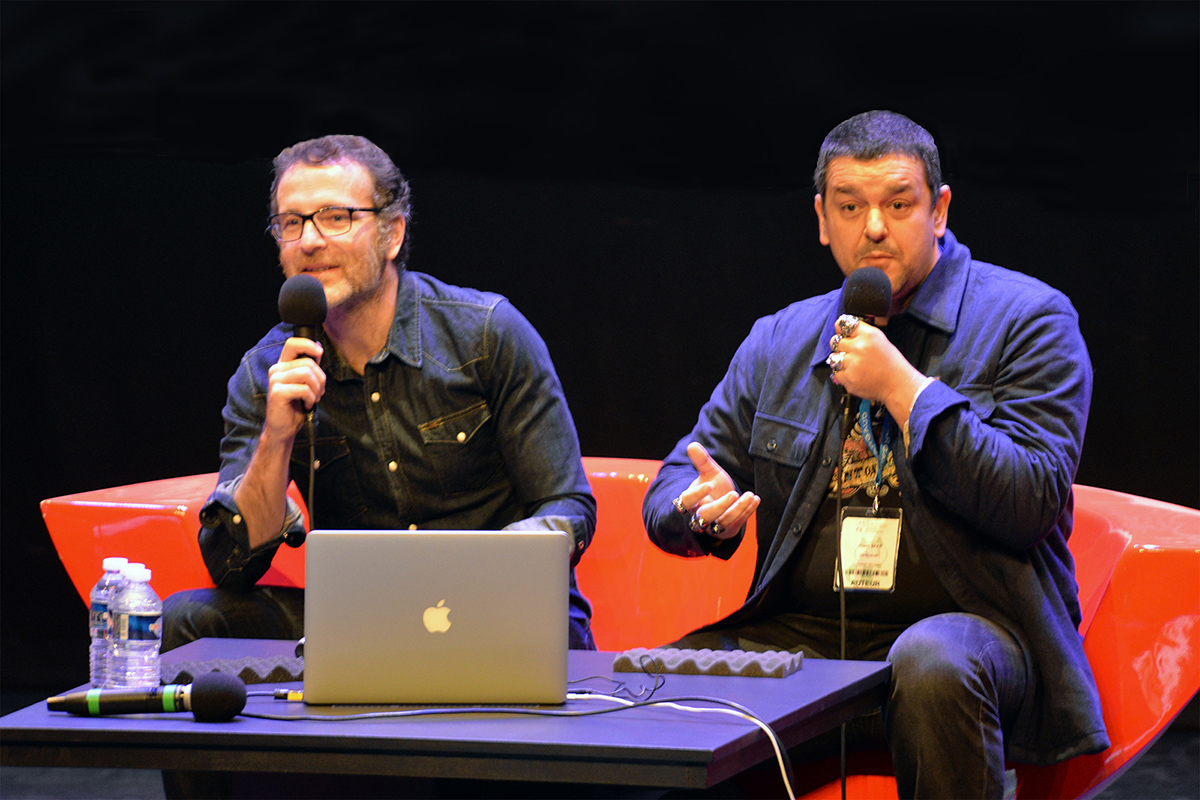
Christophe Blain et Joann Sfar